# Lista de filmes com temática LGBT de 2023
Esta é uma lista de filmes de longa e média metragem que contém personagens e/ou temática lésbica, gay, bissexual, ou transgênera lançados no ano de 2023.
| Título                                                                       | Direção                                                   | País                                                         | Gênero                                     | Elenco | Anotações |
| ---------------------------------------------------------------------------- | --------------------------------------------------------- | ------------------------------------------------------------ | ------------------------------------------ | --- | --- |
| 20.000 especies de abejas                                                    | Estibaliz Urresola Solaguren                              | Espanha                                                      | Drama                                      | Patricia López Arnaiz, Ane Gabarain, Miguel Garcés, Itziar Lazkano, Martxelo Rubio, Sara Cózar                                      | Uma menina trans explora sua feminilidade enquanto sua mãe tenta esconder quem ela é |
| 2551.02 - The Orgy Of The Damned                                             | Norbert Pfaffenbichler                                    | Áustria                                                      | Terror                                     | Stefan Erber, Veronika Susanna Harb, Felix Rotter, Benjamin Sageder                                                                 | Em uma distopia fascista no subsolo, um homem com uma máscara de macaco procura um jovem em um labirinto de pesadelos e depravação                                                                        |
| After                                                                        | Anthony Lapia                                             | França                                                       | Drama                                      | Louise Chevillotte, Majd Mastoura, Natalia Wiszniewska, Killian Briot, Olivier Chantreau                                            | [ 3 ] |
| After Sundown                                                                | Bhandit Thongdee                                          | Tailândia                                                    | Terror e romance                           | Pruk Panich, Chawarin Perdpiriyawong, Krittanai Asanprakit, Napatsakorn Pingmuang, Anyarin Terathananpat, Jirawat Vachirasarunpatra | |
| About Last Year                                                              | Dunja Lavecchia, Beatrice Surano, Morena Terranova        | Itália                                                       | Documentário                               | Celeste Borgialli, Letizia Nacci, Giorgia Oliverio                                                                                  | Três mulheres cisgênero encontram comunidade na cultura ballroom |
| AKOE/AMFI: The Story of a Revolution (ΑΚΟΕ/ΑΜΦΙ: Η Ιστορία Μιας Επανάστασης) | Iosif Vardakis                                            | Grécia                                                       | Documentário                               | Ioko Ioannis Kotidis, Giorgos Papapavlou, Loukas Theodorakopoulos, Betty Vakalidou, Grigoris Valianatos                             | Sobre a criação da primeira organização LGBT da Grécia, a AKOE (e sua revista, a Amfi), 1977 |
| A Alegria é a Prova dos Nove                                                 | Helena Ignez                                              | Brasil                                                       | Drama                                      | Helena Ignez, Ney Matogrosso, Thais de Almeida Prado, Bárbara Vida, Michele Matalon, André Guerreiro Lopes                          | Uma narrativa memorial e de amor sobre a viagem de dois amigos (artista, sexóloga e roqueira octogenária e ativista pelos direitos humanos) ao Marrocos nos anos 1970                                     |
| Aligned                                                                      | Apollo Bakopoulos                                         | Grécia, EUA                                                  | Drama                                      | Panos Malakos, Dimitris Fritzelas, Mantalena Papadatou, Yannis Adoniou, Anna Magou, Nick Atkinson                                   | Dois homens da mesma cultura mas de mundos diferentes se encontram em Atenas e em Nova York |
| All of Us Strangers                                                          | Andrew Haigh                                              | Reino Unido                                                  | Drama, Fantasia                            | Andrew Scott, Paul Mescal, Claire Foy, Jamie Bell                                                                                   | |
| All the Colours of the World are Between Black and White                     | Babatunde Apalowo                                         | Nigéria                                                      | Drama, Romance                             | Tope Tedela, Riyo David, Martha Ehinome Orhiere, Uchechika Elumelu, Floyd Anekwe                                                    | Um motorista se aproxima de um homem carismático quando os dois dirigem por Lagos em uma competição de fotografia                                                                                         |
| Almamula                                                                     | Juan Sebastian Torales                                    | Argentina, França, Itália                                    | Fantasia, Drama                            | Nicolás Díaz, Martina Grimaldi, María Soldi, Cali Coronel, Luisa Lucía Paz                                                          | Após ataques homofóbicos, um jovem se muda com sua família para o interior da Argentina, onde se torna vizinho de uma criatura folclórica que vive na floresta                                            |
| Alteritats                                                                   | Alba Cros, Nora Haddad                                    | Espanha                                                      | Documentário                               | Gina Balde, Mo Benet | Quatro vivências lésbicas de quatro gerações diferentes da Catalunha |
| Amal                                                                         | Jawad Rhalib                                              | Bélgica                                                      | Drama                                      | Lubna Azabal, Johan Heldenbergh, Yolande Moreau, Fabrizio Rongione, Catherine Salée, Ethelle Gonzalez Lardued                       | Uma professora vira alvo de hostilidade ao ajudar uma aluna muçulmana lésbica |
| American Parent                                                              | Emily Railsback                                           | EUA                                                          | Drama                                      | Kristen Bush, Peggy Roeder, Brett Walkow, Kolesa Moore, Rebecca Ridenour, Danny Dwaine Wells II                                     | Um casal de lésbicas lutam para navegar o caos da maternidade, a pandemia, e a vida profissional |
| Anak Ka ng Ina Mo                                                            | Jun Robles Lana                                           | Filipinas                                                    | Drama                                      | Sue Prado, Kokoy De Santos, Elora Españo, Miggy Jimenez                                                                             | A relação de uma mãe trabalhadora e seu filho se deteriora quando um dos alunos dela passa a morar com eles                                                                                               |
| Analogue Revolution: How Feminist Media Changed the World                    | Marusya Bociurkiw                                         | Canadá                                                       | Documentário                               | Ella Cooper, Sylvia Hamilton, Elizabeth Walker, Moira Simpson, Bonnie Thompson, Michelle Wong                                       | [ 14 ] |
| Animal                                                                       | Sofia Exarchou                                            | Grécia, Áustria, Bulgária, Chipre, Romênia                   | Drama                                      | Dimitra Vlagopoulou, Flomaria Papadaki, Ahilleas Hariskos, Chronis Barbarian, Voodoo Jürgens, Kristof Lamp                          | Os residentes de uma pequena ilha grega se preparam para a chegada em massa de turistas |
| Antharam (അന്തരം)                                                              | P. Abhijith                                               | Índia                                                        | Drama                                      | Negha Shahin, Kannan Nayar, Nakshathra Manoj, Rajeevan Vellur                                                                       | Segue as vidas de uma mulher trans, uma garota adolescente, e um homem que vivem sob o mesmo teto |
| Un après-midi chez Patrick Sarfati                                           | Antony Hickling                                           | França                                                       | Documentário                               | Antony Hickling, Patrick Sarfati | Sobre Patrick Sarfati, fotógrafo que documenta a comunidade, artista, e ícones LGBT desde 1979 |
| L'Arche de Noé                                                               | Bryan Marciano                                            | França                                                       | Drama                                      | Valérie Lemercier, Finnegan Oldfield, Elsa Guedj, Olivier Claverie, Eli Letourneur, Fehdi Bendjima                                  | Um grupo de jovens LGBT desabrigados tem apenas 6 mêses para arrumar suas vidas antes de serem expulsos de um abrigo                                                                                      |
| Arturo a los 30                                                              | Martín Shanly                                             | Argentina                                                    | Comédia                                    | Martín Shanly, Camila Dougall, Julia Azcurra, Ivo Colonna Olsen, Paul Grinszpan                                                     | As desventuras de um homem de 30 anos dias antes do primeiro surto da pandemia de Covid-19 |
| Asog                                                                         | Sean Devlin                                               | Filipinas                                                    | Comédia                                    | Amelia De La Cruz, Rey Aclao, Arnel Pablo, Raul Ramos                                                                               | Comediante não-binário sobrevivente do tufão Haiyan viaja pelo país para um concurso de beleza |
| Assexybilidade                                                               | Daniel Gonçalves                                          | Brasil                                                       | Documentário                               | Giovanni Venturini, Clara Sasse, Cida Leite                                                                                         | Uma desmistificação tabus como sexo e sexualidade a partir de relatos de pessoas com deficiência |
| Asteroid City                                                                | Wes Anderson                                              | EUA                                                          | Comédia, Drama, Romance, Ficção Científica | Jason Schwartzman, Scarlett Johansson, Tom Hanks, Jeffrey Wright, Tilda Swinton, Edward Norton                                      | [ 22 ] |
| Auxilio                                                                      | Tamae Garateguy                                           | Argentina                                                    | Terror                                     | Cumelen Sanz, Martina Garello, Gerardo Romano, Marcela Benjumea, Germán Baudino, Paula Carruega                                     | Durante a década infame, uma jovem é enviada à um convento infestado por forças paranormais |
| La bête dans la jungle                                                       | Patric Chiha                                              | França, Bélgica, Áustria                                     | Drama                                      | Anaïs Demoustier, Tom Mercier, Béatrice Dalle, Martin Vischer, Mara Taquin, Pedro Cabanas                                           | [ 24 ] |
| Baby Steps                                                                   | Stewart Wade                                              | EUA                                                          | Drama, Romance                             | Alec Mapa, Alexandra Paul, Matt Pascua, Patrick Zeller, Monnie Aleahmad, Dexter Brown                                               | Continuação do filme Say Yes de 2018 |
| Backspot                                                                     | D.W. Waterson                                             | Canadá, EUA                                                  | Drama                                      | Devery Jacobs, Evan Rachel Wood, Shannyn Sossamon, Wendy Crewson, Olunike Adeliyi, Adrianna Di Liello                               | Uma líder de torcida precisa lidar com a pressão quando tanto ela quanto sua namorada são selecionadas para um time de elite                                                                              |
| Bad Behaviour                                                                | Alice Englert                                             | Nova Zelândia                                                | Drama                                      | Jennifer Connelly, Alice Englert, Ana Scotney, Alistair Sewell, Ben Whishaw, Beulah Koale                                           | Uma ex-atriz mirim vai a um retiro espiritual enquanto lida com um complicado relacionamento com sua filha dublê                                                                                          |
| La bella estate                                                              | Laura Luchetti                                            | Itália                                                       | Drama                                      | Yile Yara Vianello, Deva Cassel, Nicolas Maupas, Alessandro Piavani, Adrien Dewitte, Anna Bellato                                   | Uma jovem se muda do interior rural para Turim, onde se apaixona por uma mulher boêmia |
| Bellezza, addio                                                              | Carmen Giardina, Massimiliano Palmese                     | Itália                                                       | Documentário                               | Antonella Amendola, Franco Cordelli, Giuseppe Garrera, Fiammetta Jori, Elio Pecora, Nichi Vendola                                   | A história de Dario Bellezza, primeiro poeta italiano abertamente gay, contada por amigos e contemporâneos do escritor                                                                                    |
| La bête dans la jungle                                                       | Patric Chiha                                              | França, Bélgica, Áustria                                     | Drama                                      | Anaïs Demoustier, Tom Mercier, Béatrice Dalle, Martin Vischer, Mara Taquin, Pedro Cabanas                                           | 25 anos nas vidas de dois amigos, de 1979 até 2004 |
| Beyond the Aggressives: 25 Years Later                                       | Daniel Peddle                                             | EUA                                                          | Documentário                               | Kisha Batista, Trevon Haynes, Octavio Sanders, Chin Tsui                                                                            | Quase 20 anos após o documentário original, os quatro protagonistas trans do filme The Agressives se reencontram                                                                                          |
| Beyond the Straight and Narrow                                               | Katherine E. Sender                                       | EUA                                                          | Documentário                               | Mari Brighe, Aymar Jean Christian, Vincent Doyle, Larry Gross, Lisa Henderson, Eve Ng                                               | Terceiro filme da trilogia iniciada por Off the Straight and Narrow de 1999, e Further Off the Straight and Narrow de 2006                                                                                |
| Big Boys                                                                     | Corey Sherman                                             | EUA                                                          | Comédia, Drama                             | Dora Madison, Taj Cross, Isaac Krasner, David Johnson III, Marion Van Cuyck, Emma Broz                                              | Um adolescente descobre sua sexualidade ao conhecer o namorado de sua prima em uma viagem de família |
| Big Easy Queens                                                              | Erynn Dalton                                              | EUA                                                          | Terror, Comédia, Musical                   | Eric Swanson, Benjamin Shaevitz, Alexander Zenoz, Jennifer McClain, Matthew Darren, Jeffery Roberson                                | Uma guerra de gangues entre duas drag queens é interrompida por acontecimentos macabros |
| A Big Gay Hairy Hit! Where the Bears Are: The Documentary                    | Eduardo Aquino                                            | EUA                                                          | Documentário                               | Ben Zook, Rick Copp, Joe Dietl, Ian Parks                                                                                           | A história e processo criativo de três amigos que criam uma websérie de comédia sobre ursos após serem rejeitados por Hollywood                                                                           |
| Birder                                                                       | Nate Dushku                                               | EUA                                                          | Suspense, Drama                            | Michael Emery, David J. Cork, Cody Sloan, Jes Davis, Uki Pavlovic, Ryan Czerwonko                                                   | Um observador de pássaros com um desejo assassino visita um acampamento queer de nudismo remoto |
| Bis ans Ende der Nacht                                                       | Christoph Hochhäusler                                     | Alemanha                                                     | Ação, Suspense                             | Timocin Ziegler, Thea Ehre, Michael Sideris, Rosa Enskat, Ioana Iacob, Aenne Schwarz                                                | Um policial gay e uma ex-detenta trans fingem ser um casal para se aproximar de um criminoso |
| Bittersweet Becoming                                                         | Polina Teif                                               | Canadá                                                       | Documentário                               | Karla Rae James | Após décadas seguindo as expectativas de sua família e da sociedade, uma mulher trans decide fazer sua transição de gênero aos 60 anos de idade                                                           |
| Body Electric                                                                | Nick Demos                                                | EUA                                                          | Documentário                               | Leslie Jordan, Bruce Vilanch, Judy Gold, Shakina, Jason Caceres, Del Shores                                                         | A história da fixação da cultura queer pela estética corporal |
| Bonus Track                                                                  | Julia Jackman                                             | Reino Unido                                                  | Comédia, Romance                           | Jack Davenport, Josh O'Connor, Alison Sudol, Ellie Kendrick, Josh Cowdery, Ray Panthaki                                             | Um adolescente que sonha em ser músico recebe a ajuda do filho de uma dupla famosa quando este se muda para sua pequena cidade                                                                            |
| Bottoms                                                                      | Emma Seligman                                             | EUA                                                          | Comédia                                    | Rachel Sennott, Ayo Edebiri, Havana Rose Liu, Nicholas Galitzine, Ruby Cruz, Kaia Gerber                                            | Duas garotas nada populares começam um clube de luta em sua escola para impressionar as líderes de torcida de quem gostam                                                                                 |
| Break the Game                                                               | Jane M. Wagner                                            | EUA                                                          | Documentário                               | Narcissa Wright | Uma speedrunner profissional trans tenta encontrar seu lugar na comunidade de streaming após sair do armário enquanto tenta quebrar o recorde mundial para o jogo The Legend of Zelda: Breath of the Wild |
| The Breaking Ice (燃冬)                                                      | Anthony Chen                                              | China, Cingapura                                             | Drama                                      | Dongyu Zhou, Chuxiao Qu, Haoran Liu                                                                                                 | O triângulo afetivo, mas não amoroso, entre jovens adultos que habitam no norte frio da China |
| Breaking the News                                                            | Heather Courtney, Princess A. Hairston, Chelsea Hernandez | EUA                                                          | Documentário                               | Emily Ramshaw, Amanda Zamora | Sobre o The 19th, uma rede independente de notícias |
| The Bride                                                                    | Myriam Uwiragiye Birara                                   | Ruanda                                                       | Drama                                      | Aline Amike, Daniel Gaga, Beatrice Mukandayishimiye, Fabiola Mukasekuru, Sandra Umulisa                                             | Alguns anos após o genocídio de Ruanda uma jovem aspirante a médica é forçada a se casar, mas acaba se aproximando da prima de seu novo marido                                                            |
| Las buenas compañías                                                         | Silvia Munt                                               | Espanha                                                      | Drama                                      | Alícia Falcó, Itziar Ituño, Elena Tarrats, Itziar Aizpuru, Sara Barroeta, Nagore Cenizo                                             | Nos anos 70, um grupo de ativistas lutando pelo direito ao aborto ajuda mulheres a cruzarem a fronteira para a França                                                                                     |
| Calima Rosa                                                                  | Ismael Cabrera                                            | Espanha                                                      | Documentário                               | | Várias histórias sobre orientação sexual e identidade de gênero nas Ilhas Canárias |
| The Calling                                                                  | B. Danielle Watkins                                       | EUA                                                          | Drama, Romance                             | Onyx Keesha, Alex Szemetylo, Vincent Howard, Doreyn James, Kenneth Jackson, Tonja Russell                                           | A filha de um diácono e uma evangelista homofóbicos se apaixona por uma pastora |
| Candace Parker: Unapologetic                                                 | Joie Jacoby                                               | EUA                                                          | Documentário                               | Candace Parker | Sobre a vida e carreira de Candace Parker, jogadora da WNBA |
| Cando toco un animal                                                         | Ángel Filgueira                                           | Espanha                                                      | Romance                                    | Xulio Besteiro, Ángela Ríos, Lidia Veiga                                                                                            | O relacionamento intenso entre duas mulheres é alterado com a visita de um amigo em comum |
| Cannibal Comedian                                                            | Sean Haitz                                                | EUA                                                          | Comédia                                    | Edwin Neal, Allen Danziger, Dana Kippel, Johnny Hoops, Robert Dunne, Ryan James                                                     | Um canibal decide virar comediante para saciar sua fome por normalidade |
| Captain Faggotron Saves the Universe                                         | Harvey Rabbit                                             | Alemanha                                                     | Comédia, Ficção Científica                 | Tchivett, Bishop Black, Pina Brutal, Skyler Foster, Rodrigo Garcia Alves                                                            | Um jovem padre tenta renunciar sua homossexualidade enquanto seu ex-namorado alienígena planeja conquistar a Terra                                                                                        |
| Carla                                                                        | Mara Rago                                                 | EUA                                                          | Documentário                               | Mara Rago, Carla Beck | Sobre a transição de gênero de Carla Beck, cantora da banda Rubaiyat |
| Cassandro                                                                    | Roger Ross Williams                                       | EUA                                                          | Biográfico, Drama                          | Gael García Bernal, Roberta Colindrez, Mark Vasconcellos, Andrea Pazmino, Yavor Vesselinov, Bad Bunny                               | Segue a história de Cassandro, luchador gay amador de El Paso de reconhecimento internacional |
| Caterpillar                                                                  | Liza Mandelup                                             | EUA                                                          | Documentário                               | | [ 53 ] |
| Charles Lum: This Is Where I Get Off                                         | Todd Verow                                                | EUA                                                          | Drama                                      | James Kleinmann, Charles Lum | Um tributo a Charles Lum, cineasta radical e ativista concientizador do HIV |
| Chase                                                                        | Guto Barra, Tatiana Issa                                  | EUA                                                          | Documentário                               | Chase Johnsey | Sobre o primeiro bailarino a se apresentar em um grupo feminino de uma companhia de dança |
| Chasing Chasing Amy                                                          | Sav Rodgers                                               | EUA                                                          | Documentário                               | Guinevere Turner, Ryan James, Trish Bendix                                                                                          | Explora o impacto do filme Chasing Amy, de 1997, na comunidade LGBT |
| Chestnut                                                                     | Jac Cron                                                  | EUA                                                          | Drama                                      | Natalia Dyer, Rachel Keller, Danny Ramirez, Chella Man, Caleb Eberhardt, Haniq Best                                                 | Uma aspirante a escritora se envolve em um triângulo amoroso com uma mulher festeira e um homem atencioso que trabalham no mesmo bar                                                                      |
| Christmas on Cherry Lane                                                     | Gail Harvey                                               | Canadá                                                       | Romance, Drama, Comédia                    | John Brotherton, Vincent Rodriguez III, Fred Henderson, Garrett Black, Eva Tavares, Amanda Khan                                     | Na véspera de Natal, três casais em estágios diferentes da vida relembram momentos importantes de suas vidas                                                                                              |
| Chuck Chuck Baby                                                             | Janis Pugh                                                | Reino Unido                                                  | Drama                                      | Louise Brealey, Annabel Scholey, Sorcha Cusack, Cat Simmons, Emily Fairn, Celyn Jones                                               | Vivendo com seu ex-marido, a namorada deste, o filho dos dois, e a mãe doente de seu ex-marido, uma mulher encontra apoio com suas colegas de trabalho em uma fábrica                                     |
| Clashing Differences                                                         | Merle Grimme                                              | Alemanha                                                     | Drama                                      | Rabea Lüthi, Jane Chirwa, Lisa Hrdina, Thelma Buabeng, Minh-Khai Phan Thi, Safak Sengül                                             | Prestes a se apresentar em uma conferência, a liderança branca de um grupo feminista convida mulheres marginalizadas para melhorar a imagem da organização                                                |
| Clocked                                                                      | Noah Salzman                                              | EUA                                                          | Drama                                      | Marisa Davila, Victor Rivers, Brody Wellmaker, Brandon Prado, Germain Arroyo, Armand Fields                                         | Um jovem boxeador de família conservadora de Miami guarda dinheiro para fazer sua transição de gênero |
| Close to You                                                                 | Dominic Savage                                            | EUA, Reino Unido                                             | Drama                                      | Elliot Page, Hillary Baack, Daniel Maslany, Janet Porter, Andrew Bushell, Peter Outerbridge                                         | Sem ver sua família desde sua transição, um homem encontra uma amiga de infância à caminho do aniversário de seu pai                                                                                      |
| Closing Night                                                                | Timothy Despina Marshall                                  | Austrália                                                    | Terror                                     | Daniel Monks, Susie Porter, Annabel Marshall-Roth, Anthony Brandon Wong, Nicholas Papademetriou, Sunny S. Walia                     | Um ator de teatro deve enfrentar seus piores medos enquanto preso em um quarto de hotel |
| The Color Purple                                                             | Blitz Bazawule                                            | EUA                                                          | Musical, Drama, Romance                    | Fantasia Barrino, Taraji P. Henson, Danielle Brooks, Colman Domingo, Corey Hawkins, H.E.R.                                          | Uma adaptação do musical homônimo da Broadway |
| Coming Around                                                                | Sandra Itäinen                                            | EUA                                                          | Documentário                               | | Uma dramaturga e ativista lésbica muçulmana não sabe como sair do armário para sua mãe conservadora |
| Commitment to Life                                                           | Jeffrey Schwarz                                           | EUA                                                          | Documentário                               | | A história de luta contra a AIDS em Los Angeles e as pessoas que ajudaram a mudar o curso da epidemia |
| Como Dios manda                                                              | Paz Jiménez                                               | Espanha                                                      | Comédia                                    | Leo Harlem, David Fernández, Mariola Fuentes, Marieta Sánchez, Maribel Salas, María Morales                                         | Um oficial racista, machista, e homofóbico do Ministério das Finanças é sancionado e transferido para o departamento da Igualdade                                                                         |
| Conann                                                                       | Bertrand Mandico                                          | Bélgica, França, Luxemburgo                                  | Fantasia, Ação                             | Elina Löwensohn, Christa Théret, Claire Duburcq, Sandra Parfait, Agata Buzek, Nathalie Richard                                      | Uma releitura da lenda de Conan que segue seis estágios na vida de uma versão feminina do personagem |
| Cora Bora                                                                    | Hannah Pearl Utt                                          | EUA                                                          | Comédia, Drama                             | Megan Stalter, Chelsea Peretti, Jen Tullock, Manny Jacinto, Thomas Mann, Margaret Cho                                               | Uma música sem carreira volta a sua cidade natal para salvar seu relacionamento aberto com sua namorada                                                                                                   |
| Le Corps du Délit                                                            | Léolo                                                     | França                                                       | Drama                                      | Bertrand Bonello, Mathieu Carrière, Aurélien Deniel, Julien Gaspar-Oliveri, Éric Génovèse, Geoffroy de Lagasnerie                   | [ 69 ] |
| The Critic                                                                   | Anand Tucker                                              | Reino Unido, EUA                                             | Drama                                      | Romola Garai, Mark Strong, Gemma Arterton, Ben Barnes, Lesley Manville, Ian McKellen                                                | Na Londres de 1936, uma atriz e um crítico de teatro tomam medidas desesperadas para salvar suas respectivas carreiras                                                                                    |
| Dalton's Dream                                                               | Kim Longinotto, Franky Murray Brown                       | Reino Unido                                                  | Documentário                               | Dalton Harris | Sobre Dalton Harris, jamaicano que foi o primeiro vencedor não-britânico e negro do X-Factor, e a repressão e preconceito que enfrenta em seu país natal por sua sexualidade                              |
| Dear David                                                                   | John McPhail                                              | EUA                                                          | Terror                                     | Justin Long, Andrea Bang, Augustus Prew, Rachel Wilson, Tricia Black, René Escobar Jr                                               | [ 72 ] |
| Departing Seniors                                                            | Clare Cooney                                              | EUA                                                          | Comédia                                    | Ignacio Diaz-Silverio, Yani Gellman, Ireon Roach, Cameron Scott Roberts, Maisie Merlock, Ryan Foreman                               | Após sofrer um ataque na escola, um adolescente gay começa a ter premonições de assassinatos |
| Desde la última vez que nos vimos                                            | Matías De Leis Correa                                     | Argentina                                                    | Drama, Romance                             | Patricio Arellano, Esteban Recagno, Martin Stark, Josefina Langlois, Matías De Leis Correa                                          | Após 15 anos um homem reencontra seu primeiro amor, que quebrou seu coração e agora está casado com uma mulher                                                                                            |
| Dicks the Musical                                                            | Larry Charles                                             | EUA                                                          | Musical, Comédia                           | Josh Sharp, Aaron Jackson, Megan Mullally, Nathan Lane, Bowen Yang, Megan Thee Stallion                                             | Dois empresários rivais descobrem que são irmãos gêmeos separados ao nascer e decidem reunir seus pais divorciados                                                                                        |
| Disco Boy                                                                    | Giacomo Abbruzzese                                        | França, Itália, Bélgica, Polônia                             | Drama                                      | Franz Rogowski, Morr Ndiaye, Laetitia Ky, Leon Lucev, Robert Wieckiewicz, Matteo Olivetti                                           | Um bielurrusso se enlista nas Legião Estrangeira Francesa e começa a alternar sua vida entre a guerra na África e as boates de Paris                                                                      |
| Doctor Jekyll                                                                | Joe Stephenson                                            | Reino Unido                                                  | Drama                                      | Eddie Izzard, Scott Chambers, Lindsay Duncan, Robyn Cara, Jonathan Hyde, Morgan Watkins                                             | Versão moderna de The Strange Case of Dr Jekyll and Mr Hyde de Robert Louis Stevenson |
| Doi Boy                                                                      | Nontawat Numbenchapol                                     | Tailândia, Camboja                                           | Drama, Suspense                            | Awat Ratanapintha, Arak Amornsupasiri, Bhumibhat Thavornsiri, Panisara Rikulsurakan, Ornjira Lamwilai                               | Na Tailândia, um refugiado cria uma nova identidade como profissional do sexo e se vê envolvido nos esquemas perigosos de um cliente                                                                      |
| Domakinstvo za Pocetnici                                                     | Goran Stolevski                                           | Macedônia do Norte, Suécia, Kosovo, Polônia, Sérvia, Croácia | Drama                                      | Sara Klimoska, Anamaria Marinca, Aleksandra Pesevska, Alina Serban, Vladimir Tintor                                                 | Uma mulher precisa cuidar da filha de sua parceira apesar de não querer ser mãe |
| Down Low                                                                     | Rightor Doyle                                             | EUA                                                          | Comédia                                    | Lukas Gage, Zachary Quinto, Simon Rex, Sebastian Arroyo, Audra McDonald, Judith Light                                               | |
| Drift                                                                        | Anthony Chen                                              | EUA                                                          | Drama                                      | Amanda Drew, Alia Shawkat, Cynthia Erivo, James Paxton, Dorotea Mercuri, Vincent Vermignon                                          | Uma jovem refugiada liberiana forma um laço inesperado com uma guia turística em uma ilha grega |
| Drifter                                                                      | Hannes Hirsch                                             | Alemanha                                                     | Drama                                      | Lorenz Hochhuth, Cino Djavid, Gustav Schmidt, Oscar Hoppe, Marie Tragousti                                                          | Após terminar com o namorado, um jovem embarca em uma jornada cheia de desdobramentos, metamorfoses e autodescoberta nas profundezas da cena festiva de Berlim                                            |
| Egghead & Twinkie                                                            | Sarah Kambe Holland                                       | EUA                                                          | Comédia, Drama                             | Sabrina Jie-A-Fa, Louis Tomeo, Maihua Lee, Asahi Hirano                                                                             | Expansão do curta homônimo de 2019, onde uma jovem sai do armário e vai conhecer sua namorada da internet com o melhor amigo que é apaixonado por ela                                                     |
| Eileen                                                                       | William Oldroyd                                           | EUA                                                          | Drama, Suspense                            | Anne Hathaway, Thomasin McKenzie, Jefferson White, Shea Whigham, Marin Ireland, Owen Teague                                         | Na Massachusetts de 1964, uma jovem secretária fica encantada com a nova conselheira da prisão onde trabalha                                                                                              |
| Eldorado - Alles, was die Nazis hassen                                       | Benjamin Cantu, Matt Lambert                              | Alemanha                                                     | Documentário, Drama                        | Livia Matthes, Nicolo Pasetti, David Ali Rashed, Anton Rattinger                                                                    | trad. Cabaré Eldorado - O Alvo dos Nazistas Sobre o Eldorado, boate que se tornou ponto de encontro para a comunidade LGBT de Berlim na década de 1920 até o governo nazista                              |
| Embodied Chorus                                                              | Danielle F. Davie, Mohamed Sabbah                         | Líbano, Alemanha, Luxemburgo                                 | Documentário                               | | Um diálogo sobre a vida com infecções sexualmente transmissíveis |
| Enter the Drag Dragon                                                        | Lee Demarbre                                              | Canadá                                                       | Comédia, Ação                              | Judy Deboer, Eric Peter Larson | Uma drag queen detetive amadora enfrenta policiais corruptos, gangsters, zumbis, andróides, múmias, e fantasmas                                                                                           |
| Entre nous                                                                   | Jude Bauman                                               | França                                                       | Drama                                      | Iris Jodorowsky, William Mesguich, Amandine Noworyta, Jean-François Stévenin                                                        | Duas mulheres sonham em ter filhos, mas quando uma descobre que não pode engravidar e as duas encontram problemas financeiros, elas precisam encontram outra solução                                      |
| Equal the Contest                                                            | Mitch Nivalis                                             | Austrália                                                    | Documentário                               | | Quando o cineasta não-binário entra para o time de futebol de sua cidade, o simples desejo de jogar vira uma jornada pela inclusão                                                                        |
| L'éternelle rencontre                                                        | Philippe Vallois                                          | França                                                       | Drama                                      | Alexis Sageot, Philippe Vallois, Lotfi Zarouel, Alice Oliot, Maelle Banton, Belen Ferris                                            | Pegando carona para casa depois do Festival de Cannes de 1973, um jovem hetero homofóbico encontra um idoso gay que diz ser ele do futuro                                                                 |
| Every Body                                                                   | Julie Cohen                                               | EUA                                                          | Documentário                               | River Gallo, Alicia Roth Weigel, Sean Saifa Wall                                                                                    | Focado em três pessoas intersexo que sofreram uma cirurgia genital não-autorizada na infância |
| Ex-Husbands                                                                  | Noah Pritzker                                             | EUA                                                          | Drama, Comédia                             | Griffin Dunne, Rosanna Arquette, Richard Benjamin, Miles Heizer, James Norton                                                       | Sobrecarregado com seu iminente divórcio e a iminente morte de seu pai, um homem viaja para Tulum, onde, coincidentemente, seus filhos estão preparando uma despedida de solteiro                         |
| The Exploding Boy                                                            | Ian Southworth, Monty Wolfe                               | EUA                                                          | Comédia                                    | Parris Bates, Abel Cosentino, Isis Eggleston, Adrienne Sparks, Bradley Thomas Stephens, Justin Zheng                                | Um adolescente que quer se tornar o próximo Jim Henson é atrapalhado por tensões na sua vida doméstica e escolar, mas tudo muda com a transferência de um aluno misterioso                                |
| Fairyland                                                                    | Andrew Durham                                             | EUA                                                          | Drama                                      | Emilia Jones, Scoot McNairy, Geena Davis, Cody Fern, Bella Murphy, Adam Lambert                                                     | Uma adaptação do livro de memórias de Alysia Abbot |
| Fancy Dance                                                                  | Erica Tremblay                                            | EUA                                                          | Drama                                      | Lily Gladstone, Isabel Deroy-Olson, Ryan Begay, Shea Whigham, Audrey Wasilewski                                                     | Após o desaparecimento de sua irmã, uma vigarista indígena rapta sua sobrinha e a leva para o pow-wow do estado na esperança de manter a família unida                                                    |
| Fanfik                                                                       | Marta Karwowska                                           | Polônia                                                      | Drama                                      | Alin Szewczyk, Jan Cieciara, Dobromir Dymecki, Wiktoria Kruszczynska, Maja Szopa, Agnieszka Rajda                                   | Um forte vínculo nasce entre dois adolescentes que tentam descobrir como expressar para o mundo quem eles realmente são                                                                                   |
| El fantástico caso del Golem                                                 | Juan González, Nando Martínez                             | Espanha, Estônia                                             | Comédia                                    | Brays Efe, David Menéndez, Luis Tosar, Bruna Cusí, Aimar Vega, Clara Sans                                                           | Um homem vê seu amigo de infância literalmente se despedaçar quando este acidentalmente cai de um prédio                                                                                                  |
| Febrero                                                                      | Hansel Porras Garcia                                      | EUA, Cuba                                                    | Drama                                      | Lili Rentería, Amarilys Nuñez Barrios                                                                                               | Uma cubana exilada prestes a se tornar avó recebe a visita inesperada de sua melhor amiga de infância |
| Feminism WTF                                                                 | Katharina Mückstein                                       | Áustria                                                      | Documentário                               | Ayodeji Aloba, Maisha Auma, Persson Perry Baumgartinger, Paula Villa Braslavsky, Nikita Dhawan, Christoph May                       | Explora o verdadeiro significado da palavra feminismo |
| Femme                                                                        | Sam H. Freeman, Ng Choon Ping                             | Reino Unido                                                  | Suspense, Drama                            | Nathan Stewart-Jarrett, George MacKay, Antonia Clarke, Moe Bar-El, Nima Taleghani, John Leader                                      | Após encontrar um dos homens que a atacou em uma sauna gay, uma drag queen planeja sua vingança |
| Fervo                                                                        | Felipe Joffily                                            | Brasil                                                       | Comédia                                    | Felipe Abib, Georgiana Góes, Rita von Hunty, Gabriel Godoy, Renata Gaspar, Paulo Vieira                                             | Baseado no filme francês Poltergay, de 2006 |
| El filo de las tijeras                                                       | David Marcial Valverdi                                    | Argentina                                                    | Documentário                               | David Marcial Valverdi, Maximiliano Zwenger, David Encina, Gladys Serrano, Maria Serrano, Alejandro Sosa                            | [ 99 ] |
| Forvandlingen - Frihed kommer indefra                                        | Julie Bezerra Madsen                                      | Dinamarca                                                    | Documentário                               | | Segue duas crianças trans considerando usar bloqueadores da puberdade ao se sentirem desconfortáveis com o desenvolvimento de seus corpos                                                                 |
| Friends & Family Christmas                                                   | Anne Wheeler                                              | EUA                                                          | Romance                                    | Humberly González, Ali Liebert | Uma fotógrafa e uma advogada fingem estar namorando para apaziguar seus pais |
| Fuckings Bygda                                                               | Frøydis Fossli Moe                                        | Noruega                                                      | Drama                                      | Mina Dale, Vilde Moberg, Maria Wiik, Tani Dibasey, Karine Dokken, Brede Fristad                                                     | Uma mulher deixa sua vida hedonística em Oslo para enterrar seu pai pela segunda vez, alguns anos depois de rir sem querer no primeiro funeral deste                                                      |
| Gamodi                                                                       | Felix Kalmenson                                           | Geórgia, Canadá                                              | Ficção Científica, Drama                   | Matt Shally, Luka Chachxiani, Maqsime Rauch                                                                                         | Uma drag queen e um adolescente sem-teto tentam sobreviver nas ruínas de Tiblíssi |
| Ganymede                                                                     | Colby Holt, Sam Probst                                    | EUA                                                          | Drama                                      | Robyn Lively, David Koechner, Joe Chrest, Rachel Walters, Marissa Reyes, Jordan Doww                                                | Em uma cidade pequena, o filho de um político se apaixona pelo garoto abertamente gay da escola, mas uma criatura misteriosa começa a persegui-lo                                                         |
| Girls on Film                                                                | Robin Bain                                                | EUA                                                          | Drama, Romance                             | Dare Taylor, Willow Grey, Donnie Marhefka, Liz Bash, Mark Slater                                                                    | Depois de ser expulsa de seu apartamento, uma modelo de webcam conhece uma garota rica mas solitária |
| Glitter & Doom                                                               | Tom Gustafson                                             | EUA, México                                                  | Musical                                    | Alex Diaz, Alan Cammish, Ming-Na Wen, Missi Pyle, Tig Notaro, Lea DeLaria                                                           | Um músico sério e um artista circense iniciam um romance de verão |
| Going to Mars: The Nikki Giovanni Project                                    | Joe Brewster, Michèle Stephenson                          | EUA                                                          | Documentário                               | Thomas Giovanni, Virginia Fowler, Touré Neblett, Kai Giovanni                                                                       | Uma jornada pela mente da poeta e ativista Nikki Giovanni |
| Good Grief                                                                   | Dan Levy                                                  | EUA                                                          | Comédia, Drama                             | Dan Levy, Luke Evans, Ruth Negga, David Bradley, Celia Imrie, Himesh Patel                                                          | trad. O Outro Lado da Dor Um artista em luto pela perda de seu marido escritor, leva seus dois melhores amigos em uma viagem a Paris                                                                      |
| Green Night (绿夜)                                                           | Han Shuai                                                 | China, Hong Kong                                             | Drama                                      | Fan Bingbing, Lee Joo-young, Kim Young-ho, Kim Min Gui                                                                              | Duas lutadoras solitárias que aprenderam a não confiar em ninguém além de si mesmas se aventuram no submundo de Seul                                                                                      |
| Greetings from Queertown: Orlando                                            | Jess Keller                                               | EUA                                                          | Documentário                               | Shea Cutliff, Tom Dyer, Sam Ewing, Nikole Parker, Patty Sheehan, Debbie Simmons                                                     | [ 110 ] |
| Hailey Rose                                                                  | Sandi Somers                                              | Canadá                                                       | Drama                                      | Kari Matchett, Em Haine, Caitlynne Medrek, Billy MacLellan, Riley Reign, Josh Cruddas                                               | Anos depois de fugir de casa, uma mulher descobre que sua mãe morreu |
| A Happy Man                                                                  | Sona G. Lutherová                                         | Eslováquia, República Checa                                  | Documentário                               | | Um escritor trans, seu marido psicólogo, e seus filhos se mudam da República Checa para a Suécia durante a transição de gênero do primeiro                                                                |
| The Harvest                                                                  | Caylee So                                                 | EUA                                                          | Drama                                      | Doua Moua, Perry Yung, Greg Yoder, Christine Lin, Alfonso Caballero, Lucas Velazquez                                                | Um homem volta para a casa onde cresceu para cuidar de seu pai e precisa aceitar que os valores tradicionais de sua família não se alinham com sua vida                                                   |
| He Went That Way                                                             | Jeffrey Darling                                           | EUA                                                          | Drama                                      | Patrick J. Adams, Jacob Elordi, Zachary Quinto, Troy Evans, Alexandra Doke, John Lee Ames                                           | Em 1964, um assassino em série de 19 anos viajando pelo país pega carona com um adestrador de animais de celebridades                                                                                     |
| Healed                                                                       | Meghan Weinstein                                          | EUA                                                          | Suspense                                   | Todd Lowe, Guinevere Turner, Annie Funke, Emily Goss, Benjamin Barrett, Peter Holden                                                | Uma ex-ícone do pop e sua esposa grávida vão para um retiro espiritual onde as coisas não são o que parecem                                                                                               |
| Hell of a Summer                                                             | Billy Bryk, Finn Wolfhard                                 | EUA                                                          | Terror, Comédia                            | Fred Hechinger, Abby Quinn, Pardis Saremi, D'Pharaoh Woon-A-Tai, Billy Bryk, Krista Nazaire                                         | Os planos de pegação de um grupo de conselheiros de um acampamento são arruinados com a chegada de um assassino mascarado                                                                                 |
| Heroico                                                                      | David Zonana                                              | México, Suécia                                               | Drama                                      | Santiago Sandoval, Fernando Cuautle, Esteban Caicedo, Carlos Gerardo García, Isabel Yudice, Mónica Del Carmen                       | Um jovem indígena se alista no rígido e brutal Colégio Militar Heroico garantir seu futuro |
| The Herricanes                                                               | Olivia Kuan                                               | EUA                                                          | Documentário                               | Vivian Acosta, Linda Carpenter, Annise Parker, Dan Pastorini, Phoebe Schecter, Collette V. Smith                                    | Sobre o Houston Herricanes, um dos times que fizeram parte da primeira liga de futebol americano feminino                                                                                                 |
| Hidden Master: The Legacy of George Platt Lynes                              | Sam Shahid                                                | EUA                                                          | Documentário                               | George Platt Lynes | Sobre o fotógrafo americano George Platt Lynes |
| High & Low - John Galliano                                                   | Kevin Macdonald                                           | França, EUA, Reino Unido                                     | Documentário                               | John Galliano | Sobre o estilista britânico John Galliano |
| El Hincha                                                                    | Renzo Cozza                                               | Argentina                                                    | Drama                                      | Renzo Cozza, Claudia Di Carlo, María Sander, Agostina López, Vladimir Durán                                                         | Um homem tenta se aproximar do mundo do futebol para agradar sua família |
| Un Hogar sin Armarios                                                        | Eduardo Cubillo                                           | Espanha                                                      | Documentário                               | | Seis idosos vivem no primeiro asilo residencial público LGBT do mundo |
| Holding Back the Tide                                                        | Emily Packer                                              | EUA                                                          | Documentário                               | T.L. Thompson, Thomas Annunziata, Hilary Asare, Meghan Dolbey, Hannah Lennon, Aasia Taylor-Patterson                                | Uma visão impressionista dos muitos ciclos de vida de uma ostra em Nova York |
| Holding Space for Each Other: New London's LGBTQ+ Community                  | Constance Kristofik                                       | EUA                                                          | Documentário                               | | A história da comunidade LGBT de New London |
| A Holiday I Do                                                               | Paul Schneider, Alicia Schnieder                          | EUA                                                          | Comédia, Romance                           | Lindsay Hicks, Rivkah Reyes, Marsha Warfield, Jill Larson, Daniel Fernando Acosta, Ian Agee                                         | Uma mãe solteira precisa salvar seu rancho da falência enquanto se apaixona pela organizadora do casamento do seu ex-marido                                                                               |
| Un homme heureux                                                             | Tristan Séguéla                                           | França                                                       | Comédia                                    | Fabrice Luchini, Catherine Frot, Philippe Katerine, Artus, Bastien Ughetto, Paul Mirabel                                            | Os planos de reeleição de um político conservador são arruinados quando sua esposa anuncia ser um homem trans                                                                                             |
| Homofobia de estado                                                          | Richard Zubelzu                                           | Espanha                                                      | Documentário                               | Jesús Generelo, Gonzalo Abaha Nguema Mikue, Ángel Custodio Micha Ava Nfumu, Melibea Obono, Santi Rivero                             | Dois ativistas guianenses dão testemunho sobre a perseguição contra mulheres e pessoas LGBT em seu país                                                                                                   |
| Homos en France                                                              | Aurélia Perreau                                           | França                                                       | Documentário                               | Vincent Dedienne, Angèle, Gérard Araud, Hugo Bardin, Ouissem Belgacem, Gabriel Boguta                                               | [ 128 ] |
| Hør Her'a!                                                                   | Kaveh Tehrani                                             | Noruega                                                      | Comédia                                    | Mohammed Ahmed, Lisa Haider, Asim Chaudhry, Manish Sharma, Kriti Thepade                                                            | As vidas de uma família paquistanesa de Oslo mudam com a visita de um parente |
| Hosto                                                                        | Jao Daniel Elamparo                                       | Filipinas                                                    | Drama, Romance                             | Jay Manalo, Vince Rillon, Angela Morena, Denise Esteban, Ali Asistio, Alexa Ocampo                                                  | Depois de conseguir um visto para o Japão, um jovem arranja um trabalho não-convencional para sustentar sua família                                                                                       |
| Howdy, Neighbor!                                                             | Allisyn Snyder                                            | EUA                                                          | Terror, Comédia                            | Adam Faison, Debby Ryan, Alyson Stoner, Greer Grammer, Tim Bagley, Shayne Topp                                                      | A vida monótona de um ex-ator-mirim vira de ponta cabeça quando ele começa a investigar um vizinho que diz ser seu fã                                                                                     |
| La huella de unos labios                                                     | Julián Hernández                                          | México                                                       | Drama, Romance                             | Hugo Catalán, Mauricio Rico, Luis Vegas, Aketzaly Verástegui, Giovanna Zacarías                                                     | Durante a pandemia do coronavírus, um ator de filmes B e um trabalhador essencial indígena vivem no mesmo andar mas se comunicam apenas online                                                            |
| Hummingbirds                                                                 | Silvia Del Carmen Castaños, Estefanía Contreras           | EUA                                                          | Documentário                               | Silvia Del Carmen Castaños, Estefanía Contreras                                                                                     | Duas melhores amigas em Laredo vivem sob a ameaça constante da deportação pairando sobre a tranquilidade da adolescência                                                                                  |
| Humo bajo el agua                                                            | Fabio Junco, Julio Midú                                   | Argentina                                                    | Drama, Romance                             | Mimí Ardú, Norma Argentina, Luis Brandoni, David Di Nápoli, Guido Botto Fiora, Fernando Govergun                                    | Segue a amizade e o romance entre dois homens através de momentos chave da história argentina |
| Hunt (హంట్)                                                                    | Mahesh Surapaneni                                         | Índia                                                        | Suspense, Ação                             | Sudheer Babu, Srikanth, Bharath | Remake telugu do filme malayalam Mumbai Police de 2013 |
| I Am Monsters!                                                               | Nicholas Vince                                            | Reino Unido                                                  | Documentário                               | Nicholas Vince, Marie Britton, Lyndsey Craine, Stewart Sparke, Craig Burman-Vince                                                   | Baseado no espetáculo homônimo de Vince, onde conta a história por trás da criação do Chatterer, personagem que interpretou no filme Hellraiser                                                           |
| I Am Sirat                                                                   | Deepa Mehta, Sirat Taneja                                 | Canadá                                                       | Documentário                               | Sirat Taneja | Um olhar íntimo na vida de uma mulher trans em Nova Deli |
| I Don't Know Who You Are                                                     | M.H. Murray                                               | Canadá                                                       | Drama                                      | Mark Clennon, Anthony Diaz, Nat Patricia Manuel, Deragh Campbell, Victoria Long, Kevin A Courtney                                   | Um músico gay tenta juntar dinheiro para um tratamento preventivo contra a AIDS após ser violentado por um estranho                                                                                       |
| I Love You More                                                              | Erblin Nushi                                              | Albânia, Kosovo                                              | Drama, Romance                             | Don Shala, Irena Aliu, Leonik Sahiti, Luan Jaha, Melihate Qena, Zana Berisha                                                        | Um jovem tem que decidir entre um Green Card e a oportunidade de ver seu namorado online em pessoa pela primeira vez                                                                                      |
| I Used to Be Funny                                                           | Ally Pankiw                                               | Canadá                                                       | Drama, Comédia                             | Rachel Sennott, Olga Petsa, Jason Jones, Sabrina Jalees, Caleb Hearon, Ennis Esmer                                                  | Uma au pair aspirante a comediante lutando contra TEPT procura pela garota desaparecida de quem costumava a cuidar                                                                                        |
| L'île rouge                                                                  | Robin Campillo                                            | França, Bélgica, Madagascar                                  | Drama                                      | Nadia Tereszkiewicz, Quim Gutiérrez, Charlie Vauselle, Amely Rakotoarimalala, Hugues Delamarlière, Sophie Guillemin                 | Uma família francesa militar vive os últimos dias do colonialismo em Madagascar no começo dos anos 70 |
| I'll Be Right There                                                          | Brendan Walsh                                             | EUA                                                          | Comédia                                    | Michael Rapaport, Bradley Whitford, Sepideh Moafi, Edie Falco, Jack Mulhern, Michael Beach                                          | Uma mãe solteira mal tem tempo para ela mesma agora que sua filha grávida quer casar, seu filho é viciado em drogas, e sua mãe acha que ela vai morrer                                                    |
| I'm Not Gay: A Musical                                                       | Scott L. Semer                                            | EUA                                                          | Musical, Drama                             | Sydney James, Alan Mingo Jr., Manuel Herrera, Gracie Bryant, George Dvorsky, Jahi Kearse                                            | Um lutador de MMA finge ser gay para comprar uma casa em Fire Island e acaba descobrindo a si mesmo enquanto luta contra traumas do passado                                                               |
| In the Meantime                                                              | Nicholas Anthony                                          | Austrália                                                    | Drama, Comédia                             | Bronte Charlotte, Domenica Garrett                                                                                                  | Uma escritora bissexual chegando na casa dos 30 anos é assombrada por memórias de sua ex e dos erros do passado                                                                                           |
| Incroci                                                                      | Francesca de Fusco                                        | Itália, EUA                                                  | Drama                                      | Eleonora De Luca, Nico Guerzoni, Caterina Scordo                                                                                    | [ 145 ] |
| Între revoluții                                                              | Vlad Petri                                                | Romênia, Qatar, Irã, Croácia                                 | Documentário                               | Ilinca Harnut, Victoria Stoiciu | Nos anos 70, uma iraniana estudando em Bucareste conhece outra estudante local. Quando a primeira volta para casa, as duas passam décadas se correspondendo                                               |
| Isla's Way                                                                   | Marion Pilowsky                                           | Austrália                                                    | Documentário                               | Susan Phillips-Rees, Isla Wakefield Roberts                                                                                         | Uma mulher de 87 anos vive com sua namorada, dois pôneis, e um cachorro em Adelaide e é conhecida por dirigir uma carruagem                                                                               |
| It’s Only Life After All                                                     | Alexandria Bombach                                        | EUA                                                          | Documentário                               | Amy Ray, Emily Saliers | Um olhar íntimo pela história das Indigo Girls |
| Iti Mapukpukaw                                                               | Carl Joseph Papa                                          | Filipinas, Tailândia                                         | Animação, Ficção Científica                | Carlo Aquino, Gio Gahol, Dolly de Leon                                                                                              | |
| Jagged Mind                                                                  | Kelley Kali                                               | EUA                                                          | Terror                                     | Maisie Richardson-Sellers, Shannon Woodward, Rosaline Elbay, Kate Szekely, Jimmy Jean-Louis, Benjamin Valenzuela                    | Atormentada por apagões e visões estranhas, uma mulher descobre que está presa em uma série de loops temporais possivelmente relacionados à sua nova e misteriosa namorada                                |
| Jimmy and Carolyn                                                            | James Andrew Walsh                                        | EUA                                                          | Comédia, Drama                             | Alberto Bonilla, Mark H. Dold, Gregory Harrison, Mary Beth Peil                                                                     | [ 149 ] |
| Un Jour Fille                                                                | Jean-Claude Monod                                         | Bélgica, França                                              | Drama, Biográfico                          | Marie Toscan Du Plantier, Isild Le Besco, Yannick Renier, Solon Hidiroglu, François Chatot, Iris Bry                                | A história real de Anne Grandjean, pessoa intersexo alvo de um julgamento no século XVIII |
| Les Jours heureux                                                            | Chloé Robichaud                                           | Canadá                                                       | Drama                                      | Sophie Desmarais, Vincent Leclerc, Yves Jacques, Christian Paul, Sylvain Marcel, Geneviève Alarie                                   | Uma jovem maestra pensando em se afastar de seu pai/agente controlador conhece uma mãe solteira celista que a introduz a um novo tipo de estrutura familial                                               |
| The Judgment                                                                 | Marwan Mokbel                                             | Egito, Líbano                                                | Terror, Drama                              | Junes Zahdi, Freddy Shahin, Samara Nohra, Joseph Abboud, Layla Amari, Ali Mokdad                                                    | Um casal gay retorna ao Egito por causa de uma emergência familiar e precisam se forçar de volta no armário para evitar hostilidades                                                                      |
| Just by Looking at Him                                                       | Ryan O'Connell                                            | EUA                                                          | Comédia, Romance                           | Jim Parsons, Ryan O'Connell | Um jornalista gay com paralisia cerebral procura por amor |
| Kaibutsu (怪物)                                                              | Hirokazu Kore-eda                                         | Japão                                                        | Drama                                      | Sakura Andō, Eita Nagayama, Soya Kurokawa                                                                                           | Vencedor da Queer Palm |
| To kalokairi tis Karmen (Καλοκαίρι της Κάρμεν)                               | Zacharias Mavroeidis                                      | Grécia                                                       | Comédia                                    | Yorgos Tsiantoulas, Andreas Labropoulos, Roubini Vasilakopoulou, Nikolaos Mihas, Vasilis Tsigristaris, Lena Giaka                   | Dois amigos lembram do verão anterior para transformar a experiência em um roteiro enquanto passam o dia em uma praia LGBT                                                                                |
| Kenyatta: Do Not Wait Your Turn                                              | Timothy Harris                                            | EUA                                                          | Documentário                               | Malcolm Kenyatta | Segue a campanha para o senado de Malcolm Kenyatta, homem negro abertamente gay representante do estado da Pensilvânia                                                                                    |
| Kill Dolly Kill                                                              | Heidi Moore, Daniel Murphy, Tony Walters                  | EUA                                                          | Terror, Comédia                            | Lloyd Kaufman, Julie Anne Prescott, Kathy Corpus, Elissa Dowling, Chris Cortez, Drew Marvick                                        | Continuação do filme Dolly Deadly de 2016 |
| Knochen und Namen                                                            | Fabian Stumm                                              | Alemanha                                                     | Drama                                      | Fabian Stumm, Knut Berger, Marie-Lou Sellem, Susie Meyer, Magnus Mariuson                                                           | A relação frágil entre um escritor e um ator se deteriora mais quando o primeiro tenta redefinir sua escrita e o segundo começa a confundir personagem com realidade                                      |
| Knock at the Cabin                                                           | M. Night Shyamalan                                        | EUA                                                          | Terror, Suspense                           | Dave Bautista, Jonathan Groff, Rupert Grint, Ben Aldridge, Nikki Amuka-Bird, William Ragsdale                                       | Durante as férias em uma cabana remota, uma garota e seus dois pais são feitos reféns por quatro estranhos armados que exigem que a família evite o apocalipse                                            |
| Kobieta z...                                                                 | Michal Englert, Malgorzata Szumowska                      | Polônia, Suécia                                              | Drama                                      | Joanna Kulig, Mateusz Wieclawek, Malgorzata Hajewska, Jacek Braciak, Bogumila Bajor                                                 | Um marido e pai vivendo em uma pequena cidade começa a se sentir um estranho em seu próprio corpo |
| Kokomo City                                                                  | D. Smith                                                  | EUA                                                          | Documentário                               | Dominique Silver, Daniella Carter, Liyah Mitchell, Koko Da Doll                                                                     | As histórias de quatro mulheres trans, negras, prostitutas, e trabalhadoras de Nova York e da Geórgia |
| Labor                                                                        | Tove Pils                                                 | Suécia                                                       | Documentário                               | | Uma jovem deixa sua família e namorada e chega em São Francisco, onde conhece uma dominatrix e uma acompanhante                                                                                           |
| Langer Langer Kuss                                                           | Lukas Röder                                               | Alemanha                                                     | Drama                                      | Nils Thalmann, Luisa Bocksnick, Michael Zittel, Christian Erdt, Katrin Filzen                                                       | Para preservar a memória dos beijos de seu ex-namorado, um homem para de escovar os dentes |
| Last House of Horror                                                         | Manny Velazquez                                           | EUA                                                          | Terror                                     | Marianna Gallegos, Steffen Diem Garcia, Dana Balkin, Larry Berg, Andrew Cawley, Karen Chaney                                        | Uma fraternidade e uma sororidade de uma universidade são perseguidos por dois assassinos na noite de Halloween                                                                                           |
| Last Summer of Nathan Lee                                                    | Quentin Lee                                               | Canadá, EUA                                                  | Comédia                                    | Harrison Xu, Natasha Tina Liu, Matthew Mitchell Espinosa, Dru Perez, Aaron Guest, Lauren Mei                                        | Depois de ser diagnosticado com câncer no último ano do ensino médio, um jovem decide viver a vida ao máximo                                                                                              |
| Leilani's Fortune                                                            | Loveleen Kaur                                             | Canadá                                                       | Documentário                               | Ayo Leilani | Uma jornada íntima com a artista queer imigrante etíope-eritréia Witch Prophet |
| León                                                                         | Papu Curotto, Andi Nachon                                 | Argentina                                                    | Drama                                      | Carla Crespo, Lorenzo Crespo, Susana Pampín, Antonella Saldicco                                                                     | Uma mulher deve reconstruir sua vida e família após a morte de sua parceira |
| Leon                                                                         | Wojciech Gostomczyk                                       | Polônia                                                      | Documentário                               | Leon K. Dziemaszkiewicz, Thierry Mugler                                                                                             | Sobre o artista de performance de 60 anos, Krzysztof Leon Dziemaszkiewicz, vulgo Leon |
| Lesbiennes, quelle histoire?                                                 | Marie Labory                                              | França                                                       | Documentário                               | Marie Labory | [ 168 ] |
| Let's Meet Halfway                                                           | Dana Dveris, Max Schmitz                                  | EUA                                                          | Drama, Romance                             | Sole Bovelli, Lesley Grant, Jerri Manthey, Ella Price, Oscar Rossini, Mindee de Lacey                                               | O relacionamento à distância de duas mulheres começa a se deteriorar |
| Life Is Not a Competition, But I'm Winning                                   | Julia Fuhr Mann                                           | Alemanha                                                     | Documentário                               | Amanda Reiter, Annet Negesa | Um coletivo de atletas queer conhecem, Amanda Reiter, uma maratonista trans alemã, e Annet Negesa, corredora intersexo ugandense obrigada a fazer cirurgia para poder competir                            |
| Light Falls                                                                  | Phedon Papamichael                                        | Grécia, Geórgia, Albânia, Alemanha                           | Suspense, Drama                            | Elensio, Makis Papadimitriou, Aulona Lupa, Jurgen Marku, Mateo Cingu, Lasha Zambakhidze                                             | Ao explorar um hotel abandonado, as férias de um casal lésbico em uma ilha grega vira um violento pesadelo                                                                                                |
| Little Richard: I Am Everything                                              | Lisa Cortes                                               | EUA                                                          | Documentário                               | Little Richard | Mostra as origens, a identidade, e a fama do cantor Little Richard |
| Liuben                                                                       | Venci Kostov                                              | Espanha, Bulgária                                            | Drama                                      | Bojidar Iankov Asenov, Dimitar Banenkin, David de Gea, Stefan Denolyubov, Ramón Esquinas, Dimitar Nikolov                           | Um homem deixa seu parceiro em Madrid para o funeral de seu avô em seu vilarejo natal na Bulgária, onde encontra refúgio em um jovem romani                                                               |
| Llamadas desde Moscú                                                         | Luis Alejandro Yero                                       | Cuba, Alemanha, Noruega                                      | Documentário                               | Eldis Botta, Juan Carlos Calderón, Daryl Acuña, Dariel Díaz                                                                         | Quatro cubanos exilados queer param em Moscou antes de viajar para seu destino final, mas a invasão russa da Ucrânia muda os planos                                                                       |
| Loriots große Trickfilmrevue                                                 | Peter Geyer                                               | Alemanha                                                     | Animação, Comédia                          | | Coleção de curtas-metragens de animação criados baseados nas charges do cartunista alemão Loriot |
| Love in Country                                                              | Kurt Braun, Richard Gayton                                | EUA                                                          | Drama, Histórico                           | Vincent van Hinte, Michael Southworth, David Garber, Elijah Olachea, Robert M. O'Brien, Jon Owens                                   | Dois soldados americanos se apaixonam entre os horrores da Guerra do Vietnã |
| Luise                                                                        | Matthias Luthardt                                         | Alemanha, França                                             | Drama                                      | Christa Théret, Aleksandar Jovanovic, Leonard Kunz, Luise Aschenbrenner                                                             | Um mês antes do fim da Primeira Guerra Mundial, uma jovem alsaciana abriga uma mulher francesa que matou um soldado alemão, e o alemão acusado do assassinato                                             |
| M is for Mothers                                                             | Lívia Perez                                               | Brasil                                                       | Documentário                               | Bernardo Tiboni Graille, Iolanda Tiboni Graille, Melanie Graille, Marcela Tiboni                                                    | Um casal lésbico de São Paulo refletem sobre o que significa ser mãe |
| Má Sài Gòn                                                                   | Khoa Lê                                                   | Vietnã                                                       | Documentário                               | | Uma homenagem à comunidade LGBT da cidade de Ho Chi Min |
| Mad About the Boy - The Noël Coward Story                                    | Barnaby Thompson                                          | EUA                                                          | Documentário                               | Noël Coward, Rupert Everett, Alan Cumming                                                                                           | Sobre o dramaturgo, ator e compositor britânico Noël Coward |
| Maestro                                                                      | Bradley Cooper                                            | EUA                                                          | Biográfico, Drama                          | Bradley Cooper, Carey Mulligan, Jeremy Strong, Matt Bomer, Maya Hawke, Sarah Silverman                                              | Cinebiografia do compositor, músico e pianista Leonard Bernstein |
| Magazine Dreams                                                              | Elijah Bynum                                              | EUA                                                          | Drama                                      | Jonathan Majors, Harrison Page, Harriet Sansom Harris, Haley Bennett                                                                | Um fisiculturista amador negro luta para encontrar alguma conexão em um mundo dominado pela masculinidade tóxica                                                                                          |
| Mal Viver                                                                    | João Canijo                                               | Portugal, França                                             | Drama                                      | Anabela Moreira, Rita Blanco, Madalena Almeida, Cleia Almeida, Vera Barreto, Nuno Lopes                                             | Cinco mulheres vivem um conflito antigo enquanto tentam salvar um hotel antigo |
| Mammalia                                                                     | Sebastian Mihailescu                                      | Romênia, Polônia, Alemanha                                   | Drama                                      | István Téglás, Mălina Manovici, Denisa Nicolae                                                                                      | Um homem descobre que sua parceira faz parte de um culto sinistro |
| Manodrome                                                                    | John Trengove                                             | Reino Unido, EUA                                             | Drama, Suspense                            | Jesse Eisenberg, Adrien Brody, Odessa Young, Sallieu Sesay, Philip Ettinger, Ethan Suplee                                           | Um jovem motorista de Uber desiludido por sua masculinidade entra em contato com uma espécie de culto à masculinidade libertária                                                                          |
| Marinette                                                                    | Virginie Verrier                                          | França                                                       | Biográfico, Drama                          | Garance Marillier, Émilie Dequenne, Alban Lenoir, Fred Testot, Sylvie Testud, Caroline Proust                                       | Sobre a vida da jogadora de futebol Marinette Pichon, baseado em sua autobiografia |
| Marry My Dead Body                                                           | Cheng Wei-hao                                             | Taiwan                                                       | Comédia, sobrenatural e mistério           | Greg Hsu, Austin Lin, Gingle Wang                                                                                                   | Um casal improvável transcende as fronteiras da vida, da morte, do amor e do gênero através de um casamento fantasma                                                                                      |
| Mates                                                                        | Arno Crous                                                | Reino Unido                                                  | Drama                                      | James Wiles, Rafe Bird, Sam Law, Jonathan Cobb, Steevan Glover                                                                      | Um homem inflexível e fica desorientado ao se ver como alvo de um homem que se esforça para seduzi-lo |
| The Mattachine Family                                                        | Andy Vallentine                                           | EUA                                                          | Drama                                      | Nico Tortorella, Juan Pablo Di Pace, Heather Matarazzo, Emily Hampshire, Carl Clemons-Hopkins, Colleen Foy                          | Dois homens tentam construir uma família juntos, mas tudo fica mais complexo quando um de seus filhos decide saber mais sobre seus pais biológicos                                                        |
| Maxete                                                                       | David Montes Bernal                                       | México                                                       | Drama                                      | Alejandro Almaraz José, Miguel Cruz Medina, Enrique Cristobal, Christian Evans, Paola A. Gonzalez, Roselyne Leclerc                 | Sem saber o que fazer quando seu amigo mostra interesse nele, um jovem das montanhas de Oaxaca foge para Playa Zipolite, onde encontra um fotógrafo famoso                                                |
| Merchant Ivory                                                               | Stephen Soucy                                             | EUA                                                          | Documentário                               | Hugh Grant, Vanessa Redgrave, Felicity Kendal, James Ivory, Ismail Merchant, Kit Hesketh-Harvey                                     | Sobre a parceria tanto profissional quanto pessoal do diretor James Ivory com o produtor Ismail Merchant                                                                                                  |
| A Metade de Nós                                                              | Flavio Botelho                                            | Brasil                                                       | Drama                                      | Denise Weinberg, Cacá Amaral, Kelner Macêdo, Clarice Niskier, Henrique Schafer, Justine Otondo                                      | Um casal luta para se adaptar à sua nova realidade quando seu único filho comete suicídio |
| Minnesota Mean                                                               | Dawn Mikkelson                                            | EUA                                                          | Documentário                               | | Um ano na vida de seis membros do time de Roller Derby de Minnesota |
| Moe                                                                          | José Luis Valenzuela                                      | EUA                                                          | Musical                                    | Sal Lopez, Tonantzin Esparza, Geoffrey Rivas, Danny De La Paz, Lucy Rodriguez, Richard Coca                                         | Um ator treinando para um último monólogo convida seus amigos para uma festa de despedida depois de ser diagnosticado com AIDS                                                                            |
| Mutt                                                                         | Vuk Lungulov-Klotz                                        | EUA                                                          | Drama                                      | Lio Mehiel, Cole Doman, MiMi Ryder, Alejandro Goic, Jari Jones, Jasai Chase Owens                                                   | Em apenas um dia, vários fantasmas do passado ressurgem para atazanar a vida de um jovem trans |
| My Animal                                                                    | Jacqueline Castel                                         | Canadá                                                       | Terror, Romance                            | Bobbi Salvör Menuez, Amandla Stenberg, Heidi von Palleske, Stephen McHattie, Cory Lipman, Dean McDermott                            | Uma jogadora de hóquei com licantropia se apaixona por uma patinadora artística |
| My Partner                                                                   | Keli'i Grace                                              | EUA                                                          | Drama                                      | Marieyan Balagtas, Kaipo Dudoit, Jayron Munoz                                                                                       | A história de amor entre dois jovens the mundos sociais diferentes |
| My Young Prince (Мій юний принц)                                             | Khachatur Vasilian                                        | Ucrânia                                                      | Drama                                      | Petro Ninovskyi, Yevhenii Lisnychyi, Oksana Zhdanova, Anastasiia Pustovit, Oksana Hrebeniuk, Pavlo Vyshniakov                       | [ 195 ] |
| Mysterious Mr. Lagerfeld                                                     | Michael Waldman                                           | Reino Unido                                                  | Documentário                               | Karl Lagerfeld | Sobre o controverso designer Karl Lagerfeld |
| Mysterious Ways                                                              | Paul Oremland                                             | Nova Zelândia                                                | Drama                                      | Richard Short, Michael Hurst, Becky McEwan, Elisabeth Easther, Te Radar, Nick Afoa                                                  | Um vigário anglicano precisa lidar com o circo midiático rodeando seu noivado com seu namorado samoano |
| Narrow Path to Happiness                                                     | Kata Oláh                                                 | Hungria, EUA                                                 | Documentário                               | Gergo Gagyi, Zsófia Kemény, Lénárd Váradi                                                                                           | Segue três anos na vida de um casal gay romani |
| National Anthem                                                              | Luke Gilford                                              | EUA                                                          | Drama                                      | Charlie Plummer, Eve Lindley, Rene Rosado, Mason Alexander Park, Robyn Lively, Alexander Alayon Jr.                                 | Um jovem pedreiro começa a trabalhar com um grupo queer de artistas de rodeio e descobre novas partes dele mesmo                                                                                          |
| Neirud                                                                       | Fernanda Faya                                             | Brasil                                                       | Documentário                               | Élida Neirud dos Santos | Sobre a tia da diretora, uma ex-lutadora de circo conhecida como "A Mulher Gorila" |
| Neljä pientä aikuista                                                        | Selma Vilhunen                                            | Finlândia                                                    | Drama                                      | Alma Pöysti, Vilhelm Blomgren, Oona Airola, Eero Milonoff, Pietu Wikström, Altamimi Wahab                                           | Quatro pessoas de meia-idade decidem entrar em um relacionamento poliamoroso |
| Next Goal Wins                                                               | Taika Waititi                                             | EUA, Reino Unido                                             | Comédia, Drama                             | Michael Fassbender, Oscar Kightley, David Fane, Beulah Koale, Uli Latukefu, Rachel House                                            | Baseado no documentário homônimo de 2014 |
| Nimona                                                                       | Nick Bruno, Troy Quane                                    | Reino Unido, EUA                                             | Animação                                   | Chloë Grace Moretz, Riz Ahmed, Eugene Lee Yang, Frances Conroy, Lorraine Toussaint, Beck Bennett                                    | Baseado no webcomic homônimo de ND Stevenson |
| Norwegian Dream                                                              | Leiv Igor Devold                                          | Noruega, Polônia, Alemanha                                   | Drama                                      | Øyvind Brandtzæg, Izabella Dudziak, Runar Koteng Frønes, Hubert Milkowski, Jakub Sierenberg, Karl Bekele Steinland                  | Um jovem imigrante polonês trabalhando em uma fábrica de peixes na Noruega tem sentimentos por seu colega, mas uma greve testa o relacionamento de todos na fábrica                                       |
| Not Quite That                                                               | Ali Grant                                                 | Canadá                                                       | Documentário                               | | Depois de ser diagnosticada com uma mutação que aumenta suas chances de ter câncer de mama, uma lésbica reflete sobre todos os aspectos de sua vida antes de fazer uma mastectomia preventiva             |
| Notes of Autumn                                                              | Troy Scott                                                | EUA                                                          | Drama                                      | Kelsey Lopes, Luke Macfarlane, Ashley Williams, Marcus Rosner, Peter Porte                                                          | Dois melhores amigos trocam de casa e encontram amor |
| Nuovo Olimpo                                                                 | Ferzan Özpetek                                            | Itália                                                       | Drama, Romance                             | Greta Scarano, Luisa Ranieri, Aurora Giovinazzo, Federico Mancini, Giancarlo Commare, Damiano Gavino                                | Dois homens apaixonados são separados e passam 30 anos com a esperança de se reencontrarem |
| Nuigurumi to Shaberu Hito wa Yasashi (ぬいぐるみとしゃべる人はやさしい)      | Yurina Kaneko                                             | Japão                                                        | Drama                                      | Kanata Hosoda, Gaku Hosokawa, Ren Komai, Mao, Yuzumi Shintani, Ryutaro Yasumitsu                                                    | Também conhecido como People Who Talk to Plushies are Kind Baseado no livro homônimo de Ao Omae |
| Nyad                                                                         | Elizabeth Chai Vasarhelyi, Jimmy Chin                     | EUA                                                          | Drama                                      | Annette Bening, Jodie Foster, Rhys Ifans                                                                                            | Cinebiografia da nadadora Diana Nyad |
| On the Go                                                                    | Julia de Castro, María Royo                               | Espanha                                                      | Drama                                      | Omar Ayuso, Manuel de Blas, Julia de Castro, Chacha Huang, Jordi Roig                                                               | [ 207 ] |
| Orlando, ma biographie politique                                             | Paul B. Preciado                                          | França                                                       | Documentário                               | Oscar-Roza Miller, Janis Sahraoui, Liz Christin, Elios Levy, Victor Marzouk                                                         | Um século após a publicação de Orlando de Virginia Woolf, o diretor envia uma carta à escritora para informá-la que seu personagem se tornou realidade                                                    |
| Our Son                                                                      | Bill Oliver                                               | EUA                                                          | Drama                                      | Billy Porter, Luke Evans, Robin Weigert, Cassandra Freeman, Phylicia Rashad, Andrew Rannells                                        | Um casal gay em processo de divórcio luta pela custódia de seu filho |
| Out of Uganda                                                                | Rolando Colla, Josef Burri                                | Suíça                                                        | Documentário                               | | Quatro jovens ugandenses LGBT tentam sobreviver em seu país |
| Outed                                                                        | Blake Arthur                                              | EUA                                                          | Drama                                      | Tyler Bey, Hailey Ibberson, Dan Kelly                                                                                               | Um jovem luta para se sustentar e pagar a faculdade depois de ser expulso de casa quando seus pais descobrem que ele é gay                                                                                |
| Outrageous: The Queer History of Australian TV                               | Andrew Mercado                                            | Austrália                                                    | Documentário                               | | Detalha o impacto que programas australianos como Number 96 e The Box tiveram na cultura LGBT do país |
| Overcoming                                                                   | Besire Paralik                                            | Chipre, Países Baixos                                        | Documentário                               | | Histórias inspiradoras de mulheres, pessoas LGBT, e antimilitares que desafiam o militarismo e as normas de gênero do Chipre                                                                              |
| Le Paradis                                                                   | Zeno Graton                                               | Bélgica, França                                              | Drama                                      | Khalil Ben Gharbia, Julien De Saint, Jean Eye Haïdara, Jonathan Couzinié, Samuel Di Napoli, Matéo Bastien                           | Um jovem em uma prisão juvenil vê seu desejo pela liberdade direcionado para seu novo colega de cela |
| Parallel Lies                                                                | Christopher Clarke                                        | Reino Unido                                                  | Drama                                      | Darren Haywood, Tom Bloemsma, Alex Hall, Mark Spayne, Lucy Crawford, Nick Crosby                                                    | Um homem sai da cadeia após 8 anos preso por um crime que não cometeu e depois de ter um caso com dos guardas                                                                                             |
| Passages                                                                     | Ira Sachs                                                 | França, Alemanha                                             | Drama                                      | Ben Whishaw, Adèle Exarchopoulos, Franz Rogowski, Erwan Kepoa Falé, Radostina Rogliano                                              | |
| Passing Through                                                              | Mike Doyle                                                | EUA                                                          | Drama                                      | Amy Ryan, Kevin Daniels, Mike Doyle, Charles Warburton                                                                              | Um homem embarca em uma jornada para entregar as cinzas de seu amigo |
| Patagonia                                                                    | Simone Bozzelli                                           | Itália                                                       | Drama                                      | Andrea Fuorto, Augusto Mario Russi, Elettra Dallimore Mallaby, Alexander Benigni                                                    | Depois de passar sua vida inteira na mesma vila, um jovem foge com um animador de festas que vive na estrada                                                                                              |
| Patikim-tikim                                                                | Jose Javier Reyes                                         | Filipinas                                                    | Comédia, Romance                           | Yen Durano, Chloe Jenna, Apple Dy, Aerol Carmelo, Jaggy Lejano, Enzo Santiago                                                       | Um quadrado amoroso tem resoluções inesperadas |
| Pedágio                                                                      | Carolina Markowicz                                        | Brasil                                                       | Drama                                      | Maeve Jinkings, Kauan Alvarenga, Aline Marta Maia, Thomás Aquino                                                                    | |
| Peixe Abissal                                                                | Rafael Saar                                               | Brasil                                                       | Drama                                      | Ney Matogrosso, Luís Capucho, Pedro Paz, Mery Alentejo, Daniel Gonçalves, Maurício Lima                                             | Uma autobiografia ficcional do escritor Luís Capucho |
| Perpetrator                                                                  | Jennifer Reeder                                           | EUA                                                          | Terror                                     | Alicia Silverstone, Melanie Liburd, Kiah McKirnan, Casimere Jollette, Ireon Roach, Sasha Kuznetsov                                  | Em seu aniversário de 18 anos, uma garota passa por uma metamorfose radical graças a um antigo feitiço de família                                                                                         |
| La petite                                                                    | Guillaume Nicloux                                         | França, Bélgica                                              | Drama                                      | Fabrice Luchini, Mara Taquin, Maud Wyler, Juliette Metten, Veerle Baetens, Lucas Van den Eynde                                      | Após a morte de seu filho e o parceiro deste, um homem descobre que os dois falecidos estavam esperando um bebê por uma barriga de aluguel                                                                |
| Pibas Superpoderosas                                                         | Leonora Kievsky                                           | Argentina                                                    | Documentário                               | | O último ano de ensino médio de três alunas debatendo seus futuros em relação à militância, gênero, e arte                                                                                                |
| Pine Cone                                                                    | Onir                                                      | Índia                                                        | Drama                                      | Hanun Bawra, Damandeep Singh Chaudhary, Aniket Ghosh, Amit Gurjar, Vidur Sethi, Surabhi Tiwari                                      | Semi-autobiografia que narra duas décadas de um diretor gay |
| La Plage                                                                     | Sereja Tkachenko                                          | Ucrânia                                                      | Drama                                      | Anastasia Fetisova, Denys Hryshchuk, Anastasia Lundrynska, Raphael Say                                                              | [ 222 ] |
| Playland                                                                     | Georden West                                              | EUA                                                          | Fantasia                                   | Lady Bunny, Danielle Cooper, Aidan Dick, Constance Cooper, José Lapaz-Rodriguez                                                     | Uma noite alucinógena no mais antigo e notório bar gay de Boston de 1937 até 1998, o Playland Café |
| The Pleasures of Unbelonging                                                 | Christopher Ulutupu                                       | Nova Zelândia, Reino Unido                                   | Documentário                               | | Um diálogo com o texto de James Baldwin, Stranger in A Village |
| Polarized                                                                    | Shamim Sarif                                              | Reino Unido, Canadá                                          | Drama                                      | Holly Deveaux, Baraka Rahmani, Tara Samuel, Adam Hurtig, Paul Essiembre, Marina Stephenson Kerr                                     | Uma aspirante a cantora começa a trabalhar na fazenda de uma família palestina e se apaixona por uma mulher comprometida                                                                                  |
| Un Prince                                                                    | Pierre Creton                                             | França                                                       | Drama                                      | Manon Schaap, Pierre Barray, Vincent Barré, Antoine Pirotte, Pierre Creton, Mathieu Amalric                                         | Um jovem explora sua sexualidade enquanto treina para ser jardineiro |
| Privileg                                                                     | Ali Schmahl                                               | Alemanha                                                     | Documentário                               | Anastasia Biefang, Henri Vogel, Johannes Vogel                                                                                      | [ 227 ] |
| Problemista                                                                  | Julio Torres                                              | EUA                                                          | Comédia                                    | Julio Torres, Tilda Swinton, Isabella Rossellini, Greta Lee, James Scully, RZA                                                      | Um aspirante a designer de brinquedos salvadorenho lutando para continuar nos EUA vira assistente de uma errática pária do mundo da arte                                                                  |
| The Queen of My Dreams                                                       | Fawzia Mirza                                              | Canadá, Paquistão                                            | Drama, Comédia                             | Amrit Kaur, Nimra Bucha, Hamza Haq, Charlie Boyle                                                                                   | Uma lésbica paquistanesa-canadense passa por uma jornada emocional quando seu pai morre inesperadamente                                                                                                   |
| Queen of New York                                                            | Emma Fidel                                                | EUA                                                          | Documentário                               | Marti Gould Cummings | Um artista drag não-binário se candidata para o Conselho Municipal de Nova York |
| Queen Tut                                                                    | Reem Morsi                                                | Canadá                                                       | Drama                                      | Alexandra Billings, Ryan Ali, Kiriana Stanton, Dani Jazzar                                                                          | Um jovem egípcio recém chegado ao Canadá dá vida aos designs de sua falecida mãe enquanto seu pai tenta destruir o bar gay onde ele encontra refúgio                                                      |
| Queendom                                                                     | Agniia Galdanova                                          | EUA                                                          | Documentário                               | Gena Marvin | Segue uma artista queer de uma pequena cidade russa e suas performances públicas radicais |
| Queer Exile Berlin                                                           | Jochen Hick                                               | Alemanha                                                     | Documentário                               | Mischa Badasyan, Haidar Darwish, Jean-Ulrick Désert, Eunice Franco, Alyha Love, Monika Tichy                                        | Sobre pessoas LGBT de vários cantos do mundo que fizeram de Berlim sua casa |
| A Queer's Guide to Spiritual Living                                          | Ari Conrad Birch, Michal Heuston                          | Canadá                                                       | Documentário                               | | Celebra as interseções inesperadas entre fé e sexualidade |
| Les rayons Gamma                                                             | Henry Bernadet                                            | Canadá                                                       | Documentário, Drama, Comédia               | Rayan Amahrit, Meriem Benachenchou, Naoufel Chkirate, Jamin Chtouki, Sandrine Cloutier, Gulistan Demir                              | [ 235 ] |
| Red, White & Royal Blue                                                      | Matthew López                                             | EUA                                                          | Comédia, Romance                           | Taylor Zakhar Perez, Nicholas Galitzine, Rachel Hilson, Ellie Bamber, Sarah Shahi, Clifton Collins Jr.                              | Baseado no romance homônimo de Casey McQuiston |
| Represa                                                                      | Diego Hoefel                                              | Brasil                                                       | Drama                                      | Renato Linhares, Gil Magalhães, Jenniffer Joingley, David Santos                                                                    | Quando sua mãe morre, um jovem visita a cidade natal desta e encontra o irmão que nunca conheceu |
| Riley                                                                        | Benjamin Howard                                           | EUA                                                          | Drama                                      | Jake Holley, Colin McCalla, Riley Quinn Scott, Connor Storrie, Rib Hillis, J.B. Waterman                                            | [ 237 ] |
| Rivière                                                                      | Hugues Hariche                                            | França, Suíça                                                | Drama                                      | Flavie Delangle, Sarah Bramms, Camille Rutherford, Till Clémence, Claude Fugère, Faustine Mathieu                                   | Uma jovem deixa as montanhas suíças para procurar seu pai e acaba estabelecendo novas amizades, encontrando seu primeiro amor, e seguindo seu sonho de se tornar uma jogadora de hóquei                   |
| Ro narukisosu (老ナルキソス)                                                 | Tsuyoshi Shôji                                            | Japão                                                        | Drama                                      | Atomu Mizuishi, Kunio Murai, Tajiro Tamura, Kanji Tsuda                                                                             | Um escritor idoso fugindo de sua própria mortalidade se envolve com um jovem prostituto |
| Rock Hudson: All That Heaven Allowed                                         | Stephen Kijak                                             | EUA, Nova Zelândia, Reino Unido                              | Documentário                               | Rock Hudson, Illeana Douglas, Kathleen Hughes, Carole Cook, Howard McGillin, Allison Anders                                         | Examina os contrastes entre a vida pública e privada do ator Rock Hudson |
| Roter Himmel                                                                 | Christian Petzold                                         | Alemanha                                                     | Drama                                      | Thomas Schubert, Paula Beer, Langston Uibel, Enno Trebs                                                                             | |
| Rustin                                                                       | George C. Wolfe                                           | EUA                                                          | Biográfico, Drama                          | Adrienne Warren, Colman Domingo, Jeffrey Wright Chris Rock, CCH Pounder, Glynn Turman                                               | Cinebiografia do ativista dos direitos civis Bayard Rustin |
| El Sabor de la Navidad                                                       | Alejandro Lozano                                          | México                                                       | Drama, Comédia                             | Mariana Treviño, Andrés Almeida, Armando Hernández, Juan Carlos Medellín, Mónica Dionne, Marco Treviño                              | [ 240 ] |
| Saint Drogo                                                                  | Michael J. Ahern                                          | EUA                                                          | Terror                                     | Brandon Perras-Sanchez, Michael J. Ahern, Payton St. James, Matthew Pidge, Tradd Sanderson                                          | Um homem assombrado por pesadelos protagonizados por seu ex viaja para Provincetown com seu atual namorado                                                                                                |
| Salir del Clóset                                                             | Alberto Castro                                            | Peru                                                         | Documentário                               | Joaco Ahumada, Iván Chávez, Marcelo Cicala, Paco Flores, Bruno García-Calderón, Gino Lorenzo                                        | Após o término doloroso de um relacionamento, o diretor entrevista 12 homens para descobrir o que 'sair do armário' realmente significa                                                                   |
| Saltburn                                                                     | Emerald Fennell                                           | Reino Unido, EUA                                             | Suspense, Drama, Comédia                   | Barry Keoghan, Jacob Elordi, Rosamund Pike, Richard E. Grant, Archie Madekwe, Carey Mulligan                                        | |
| Sara                                                                         | Ismail Basbeth                                            | Indonésia                                                    | Drama                                      | Oscar Lawalatta, Christine Hakim, Mian Tiara, Jajang C. Noer, Landung Simatupang, Bambang Paningron Astiaji                         | Uma mulher trans volta ao seu vilarejo para o funeral de seu pai, mas quando descobre que sua mãe perdeu a memória, ela decide criar novas ao fingir ser o falecido, a quem ela odiava                    |
| Satranic Panic                                                               | Alice Maio Mackay                                         | Austrália                                                    | Terror                                     | Zarif, Cassie Hamilton, Sebastien Grech                                                                                             | Depois que seu irmão é assassinado por um culto, uma cantora trans descobre que sua dosagem de estrogênio a deixou com a habilidade de ver espíritos                                                      |
| Scala!!!                                                                     | Ali Catterall, Jane Giles                                 | Reino Unido                                                  | Documentário                               | | A história do cinema Scala em Londres de 1978 até 1993 |
| Sem Coração                                                                  | Nara Normande, Tião                                       | Brasil, França, Itália                                       | Drama, Romance                             | Maeve Jinkings, Erom Cordeiro, Eduarda Samara, Maya de Vicq, Lucas da Silva, Kaique Brito                                           | No verão antes de partir para a faculdade, uma garota se apaixona por outra com uma cicatriz no peito |
| Shortcomings                                                                 | Randall Park                                              | EUA                                                          | Comédia                                    | Ally Maki, Justin H. Min, Sherry Cola, Jess Nahikian, Theo Iyer, Amy Pham                                                           | [ 247 ] |
| Shoulder Dance                                                               | Jay Arnold                                                | EUA                                                          | Comédia, Romance                           | Rick Cosnett, Maggie Geha, Matt Dallas, Samuel Larsen, Taylor Frey, Blake Cooper Griffin                                            | Desejos reprimidos vem à tona quando dois amigos, um gay e um hétero, se reencontram após 24 anos |
| El Silencio de los Hombres                                                   | Lucía Lubarsky                                            | Argentina                                                    | Documentário                               | | A diretora investiga seu relacionamento com os homens de sua família e a vida de seu irmão |
| Silver Haze                                                                  | Sacha Polak                                               | Países Baixos, Reino Unido                                   | Drama                                      | Vicky Knight, Esme Creed-Miles, Charlotte Knight, Archie Brigden, Brandon Bendell, Nicola Bland                                     | A vida de uma enfermeira muda completamente quando esta se apaixona por uma paciente |
| Single Man Problems: Volume One                                              | Bobby Ashley, Robert Mccullough                           | EUA                                                          | Comédia, Romance                           | Qadirah Abdur-Rahman, Bobby Ashley, Reina Cedeño, Steven Fernandez, Keefe Grimes, Roeshawn Hunter                                   | Um homem gay tímido acaba entrando no mundo do catfishing ao procurar por amor |
| Sisi & Ich                                                                   | Frauke Finsterwalder                                      | Alemanha, Suíça, Áustria                                     | Biográfico, Drama                          | Sandra Hüller, Susanne Wolff, Georg Friedrich                                                                                       | O relacionamento da imperatriz austríaca Isabel Amália Eugénia da Baviera, apelidada de Sissi, com sua última dama de companhia, a Condessa Irma von Sztáray                                              |
| Solids by the Seashore                                                       | Patiparn Boontarig                                        | Tailândia                                                    | Drama                                      | Ilada Pitsuwan, Rawipa Srisanguan, Nicharee Boonmuang, Sahajak Boonthanakit, Tipargon Chaiprasit                                    | Uma mulher muçulmana de família conservadora se apaixona pela artista que visita sua cidade |
| Solo                                                                         | Sophie Dupuis                                             | Canadá                                                       | Drama                                      | Théodore Pellerin, Félix Maritaud                                                                                                   | Uma estrela drag em ascensão tem que lidar com uma paixão destrutiva ao mesmo tempo que sua mãe retorna depois de uma ausência de 15 anos                                                                 |
| A Song Sung Blue (小白船)                                                    | Zihan Geng                                                | China                                                        | Drama                                      | Meijun Zhou, Huang Ziqi, Liang Long, Liang Jing, Kay Huang                                                                          | Quando sua mãe viaja para a por um verão África, uma jovem passa a morar com seu pai e acaba conhecendo uma garota intrigante                                                                             |
| Stranizza d’amuri                                                            | Beppe Fiorello                                            | Itália                                                       | Drama                                      | Samuele Segreto, Gabriele Pizzurro, Simona Malato, Enrico Roccaforte, Fabrizia Sacchi                                               | Baseado no crime que deu origem ao Arcigay, o maior e primeiro grupo de defesa dos direitos LGBT da Itália                                                                                                |
| The Stroll                                                                   | Zackary Drucker, Kristen Lovell                           | EUA                                                          | Documentário                               | | A história do bairro de Meatpacking District contada pelas mulheres trans que a criaram |
| Stuck in Greece: An LGBT Refugee Crisis                                      | Gerald McCullouch                                         | EUA, Grécia                                                  | Documentário                               | Gerald McCullouch | Um grupo de refugiados LGBT fugindo da perseguição em seus países de origem ficam presos em um limbo na Grécia                                                                                            |
| Studio One Forever                                                           | Marc Saltarelli                                           | EUA                                                          | Documentário                               | Divine, Liz Torres, Geri Jewell, Leigh McCloskey, Lance Bass, Bruce Vilanch                                                         | A história da discoteca gay Studio One |
| Südsee                                                                       | Henrika Kull                                              | Alemanha                                                     | Drama                                      | Dor Aloni, Liliane Amuat, Yuval Levi                                                                                                | [ 260 ] |
| El sueño de la sultana                                                       | Isabel Herguera                                           | Espanha, Alemanha                                            | Animação, Fantasia, Drama                  | Debjani Mukherjee, Nausheen Javeed, Miren Arrieta, Mary Beard                                                                       | Baseado no conto feminista de 1905 de Rokeya Hussein, sobre um país imaginário governado por mulheres |
| Summer Qamp                                                                  | Jennifer Markowitz                                        | Canadá                                                       | Documentário                               | | Em um acampamento em Alberta, jovens LGBT são apoiados por conselheiros que passaram pelas mesmas experiências                                                                                            |
| Summoning Sylvia                                                             | Wesley Taylor, Alex Wyse                                  | EUA                                                          | Comédia, Terror                            | Travis Coles, Frankie Grande, Troy Iwata, Noah J. Ricketts, Nicholas Logan, Michael Urie                                            | Uma despedida de solteiro gay sai dos trilhos quando decidem fazer um séance |
| Sunflower                                                                    | Gabriel Carrubba                                          | Austrália                                                    | Drama                                      | Elias Anton, Liam Mollica, Olivia Fildes, Nelson Blattman, Luke J. Morgan, Daniel Halmarick                                         | Um adolescente questiona sua sexualidade quando começa a se sentir atraído por seu melhor amigo |
| Supporting Our Selves (SOS)                                                  | Lulu Wei                                                  | Canadá                                                       | Documentário                               | | Mostra a evolução da comunidade LGBT de Toronto |
| Surdes                                                                       | Carol Argamim Gouvêa, Thays Prado                         | Brasil                                                       | Documentário                               | Gabriel Isaac, Tainá Borges, Andrei Borges, Kitana Dreams, Catharine Moreira, Leonardo Castilho                                     | Acompanha seis influenciadores que usam a internet e a arte para inspirar a comunidade surda a criar estratégias e ocupar espaços em um mundo feito para ouvintes                                         |
| T                                                                            | Jitesh Kumar Parida                                       | Índia                                                        | Biográfico, Drama                          | Ranbeeir Kalsi, Prasanjeet Mohapatra, Tejas Rathi, Debasish Sahu, Nishant Tyagi                                                     | Sobre Meghna Sahoo, primeira taxista trans da Índia |
| T Blockers                                                                   | Alice Maio Mackay                                         | Austrália                                                    | Terror                                     | Lauren Last, Toshiro Glenn, Stanley Browning, Lisa Fanto, Lewi Dawson, Chris Asimos                                                 | Quando parasitas antigos atacam uma pequena cidade uma cineasta trans descobre ser a única que pode impedi-los                                                                                            |
| Taong grasa                                                                  | Neal Tan                                                  | Filipinas                                                    | Drama                                      | Kurt Kendrick, Andrew Gan, Aldwin F. Alegre, Joni McNab, Manang Medina, Emelyn Cruz                                                 | Um casamento sofre com a impotência sexual do marido, mas tudo muda quando o casal salva um sem teto de uma situação violenta                                                                             |
| Taylor Mac's 24-Decade History of Popular Music                              | Rob Epstein, Jeffrey Friedman                             | EUA                                                          | Documentário                               | Taylor Mac, Machine Dazzle, Nigel Smith, Matt Ray, Anastasia Durasova                                                               | A apresentação de 24 horas do artista Taylor Mac |
| Te estoy amando locamente                                                    | Alejandro Marín                                           | Espanha                                                      | Drama                                      | Ana Wagener, Omar Banana, Alba Flores, Jesús Carroza                                                                                | Em 1977, uma mãe tradicional e seu filho adolescente se envolvem com o movimento LGBT da Andaluzia |
| Theater Camp                                                                 | Molly Gordon, Nick Lieberman                              | EUA                                                          | Comédia                                    | Ben Platt, Noah Galvin, Amy Sedaris, Patti Harrison, Ayo Edebiri, Jimmy Tatro                                                       | Os conselheiros excêntricos de um acampamento teatral lutam para manter o negócio com a ajuda do filho do fundador                                                                                        |
| They and Them                                                                | Ingrid Kamerling                                          | Países Baixos                                                | Documentário                               | | Observações e entrevistas em uma clínica de transição na cidade de Zaandam |
| Things Like This                                                             | Max Talisman                                              | EUA                                                          | Comédia, Romance                           | Eric Roberts, Jasmin Savoy Brown, Krista Allen, Charlie Tahan, Dyan Cannon, Terry Moore                                             | Dois homens com o mesmo nome começam a se apaixonar em Nova York sem saber as complicações que os esperam                                                                                                 |
| This Is the End                                                              | Vincent Dieutre                                           | França                                                       | Documentário, Drama                        | Dino Koutsolioutsos, Vincent Dieutre, Eva Truffaut, Jean-Marc Barr, Nelson Bourrec Carter                                           | [ 275 ] |
| Tina Town                                                                    | Michael Hyman                                             | EUA                                                          | Drama                                      | Wilson Cruz, John Fleck, Jason Caceres, Brady Richards, Sam O'Byrne, Eric M. Myrick                                                 | Dois jovens gays tentam escapar de um mundo devastado pela metanfetamina onde correm perigo quase constante                                                                                               |
| Todas las flores                                                             | Carmen Oquendo-Villar                                     | Colômbia                                                     | Documentário                               | | Sobre Tabaco y Ron, um pequeno bordéu de Bogotá que é casa para muitas prostitutas trans |
| Todo el Silencio                                                             | Diego del Rio                                             | México                                                       | Drama                                      | Adriana Llabrés, Ludwika Paleta, Moisés Melchor, Monserrat Marañon, Lilia Navarro                                                   | O mundo de uma instrutora de língua de sinais com uma namorada surda começa a ruir quando ela começa a perder a audição                                                                                   |
| Todos los incendios                                                          | Mauricio Calderón Rico                                    | México                                                       | Drama                                      | Ximena Ayala, Antonio Fortier, Iliana Donatlán, Hector Illanes, Natalia Quiroz, Sebastian Rojano                                    | Um adolescente piromaníaco incerto sobre sua sexualidade e confuso com a morte do pai foge da cidade para encontrar uma garota que conheceu online                                                        |
| Tomorrow Is a Long Time (明天比昨天长久)                                     | Zhi Wei Jow                                               | Singapura, Taiwan, França, Portugal                          | Drama                                      | Leon Dai, Edward Tan, Jay Victor, Julius Foo, Lekheraj Sekhar, Harry Nayan                                                          | Um viúvo e seu filho tentam se reconectar enquanto passam por jornadas individuais |
| Les tortues                                                                  | David Lambert                                             | Bélgica, Canadá                                              | Comédia, Drama                             | Laurent Bonnet, Joel Gosset, Olivier Gourmet, Dave Johns, Brigitte Poupart, Vanessa Van Durme                                       | Após 35 anos de casamento, um casal gay considera o divórcio |
| Transformation                                                               | Saeed Mayahy, Carlsen Miriam                              | Turquia                                                      | Documentário                               | | Após a invasão do Talibã a Cabul, uma mulher trans e seu namorado encontram refúgio em um bairro afegão em Istambul                                                                                       |
| Transition                                                                   | Jordan Bryon, Monica Villamizar                           | Austrália                                                    | Documentário                               | Jordan Bryon | Em uma tarefa para o New York Times, o diretor australiano Jordan Bryon passa por sua transição de gênero enquanto acompanha a rotina de uma unidade do Talibã                                            |
| Treatment                                                                    | Matthew Fifer                                             | EUA                                                          | Terror                                     | Cole Doman, Brian J. Smith, Annie Golden, David Pittu, Caroline Neff, Asher Nevélle                                                 | Ao retornar à sua cidade natal, um homem descobre um ambiente homofóbico hostil |
| Truth Be Told                                                                | Nneka Onuorah                                             | EUA                                                          | Documentário                               | Billy Porter, Meagan Good, Cedric the Entertainer, David Mann, Tamela Mann, Kev on Stage,                                           | [ 285 ] |
| Tú no eres yo                                                                | Marisa Crespo, Moisés Romera                              | Espanha                                                      | Suspense                                   | Pilar Almería, Álvaro Báguena, Anna Kurikka, Pilar Martínez, Alfred Picó, Yapoena Silva                                             | Ao voltar para a casa de seus pais para uma visita surpresa com sua esposa e filho, uma mulher descobre que uma estranha tomou seu lugar                                                                  |
| The Tutor                                                                    | Jordan Ross                                               | EUA                                                          | Suspense                                   | Garrett Hedlund, Victoria Justice, Noah Schnapp, Jonny Weston, Kabby Borders, Michael Aaron Milligan                                | Um tutor trabalhando em uma mansão precisa lidar com a obsessão de seu aluno, que ameaça revelar seus mais sombrios segredos                                                                              |
| Two Lives in Pittsburgh                                                      | Brian Silverman                                           | EUA                                                          | Drama                                      | Annie O'Donnell, Brian Silverman, Emma Basques, Mark McClain Wilson                                                                 | Um homem trabalhador de Pittsburgh confronta seus preconceitos enquanto ajuda sua filha a descobrir sua identidade                                                                                        |
| UKI                                                                          | Shu Lea Cheang                                            | Alemanha, EUA                                                | Ficção-Científica, Drama                   | Alan Chen, Bernard J. Butler, Joey, Asia-James Ryan Ryyves Thomas, Tyra Wigg                                                        | [ 289 ] |
| Under the Moonlight                                                          | Tonny Trimarsanto                                         | Indonésia                                                    | Documentário                               | | Sobre a Pondok Pesantren Waria Al-Fatah, primeira Madraça para pessoas trans do mundo |
| Unfix                                                                        | Graham Streeter                                           | EUA                                                          | Drama                                      | Zane Haney, Zoë Papia, Damon McKinnis, Noah Toth, Timur Tregub, Tina Treadwell                                                      | Um homem precisa lidar com as cicatrizes deixadas pela terapia de reorientação sexual pela qual passou quando tinha 11 anos                                                                               |
| Unicorn Boy                                                                  | Matt Kiel                                                 | EUA                                                          | Animação                                   | Matt Kiel, Katie Leclerc, Patton Oswalt, Maria Bamford, Harold Perrineau                                                            | Após passar por um término de relacionamento, um jovem é visitado por um unicórnio |
| Unicorns                                                                     | Sally El Hosaini, James Krishna Floyd                     | EUA, Suécia, Reino Unido                                     | Drama, Romance                             | Ben Hardy, Jason Patel, Hannah Onslow, Nisha Nayar, Michael Karim, Sagar Radia                                                      | Um mecânico que é pai solteiro repensa sua identidade sexual quando se apaixona por uma drag queen |
| Úsvit                                                                        | Matej Chlupacek                                           | República Checa                                              | Drama, Suspense                            | Eliska Krenková, Martha Issová, Marian Mitas, Milan Ondrík, Ladislav Hampl, Richard Langdon                                         | Um casal, uma médica grávida, e o diretor de um fábrica chegam na cidade eslovaca de Svit para renová-la                                                                                                  |
| València, t'estime                                                           | Carlos Giménez Pons                                       | Espanha                                                      | Documentário                               | La Margot, Rampova | A história LGBT de Valência da década de 70 até os anos 2000 |
| Valoa valoa valoa                                                            | Inari Niemi                                               | Finlândia                                                    | Drama                                      | Laura Birn, Anni Iikkanen, Pirjo Lonka, Rebekka Baer, Arttu Kapulainen, Elsa Lagerstedt                                             | Depois de voltar ao seu vilarejo natal para cuidar da mãe doente, uma mulher relembra a chegada de sua melhor amiga 20 anos antes                                                                         |
| Vera y el placer de los otros                                                | Federico Actis, Romina Tamburello                         | Argentina                                                    | Comédia, Drama                             | Ofelia Castillo, Inés Estévez, Luciana Grasso, Mariano Raimondi, Carlos Resta                                                       | [ 297 ] |
| Visions                                                                      | Yann Gozlan                                               | França, Bélgica                                              | Suspense                                   | Diane Kruger, Mathieu Kassovitz, Romain Fleury, Yun Lai, Adrien Malvoisin, Marta Nieto                                              | Uma piloto comercial casada coloca sua vida perfeita em risco ao ter um caso intenso com sua ex-namorada                                                                                                  |
| Voleuses                                                                     | Mélanie Laurent                                           | França                                                       | Ação, Comédia                              | Adèle Exarchopoulos, Mélanie Laurent, Manon Bresch, Isabelle Adjani                                                                 | Adaptação da história em quadrinhos A Grande Odalisca de Jérôme Mulot, Florent Ruppert e Bastien Vivès |
| We Live Here: The Midwest                                                    | Melinda Maerker                                           | EUA                                                          | Documentário                               | Heather Keeler | As vidas de famílias LGBT vivendo em Nebraska, Iowa, Kansas, Minnesota e Ohio |
| We Will Never Die                                                            | Tor Iben                                                  | Reino Unido                                                  | Drama, Suspense                            | Sascha Weingarten, Talha Akdeniz, Gioele Viola                                                                                      | O encontro entre dois homens em uma ilha grega se torna sombrio quando um deles testemunha um crime |
| Wham!                                                                        | Chris Smith                                               | Reino Unido                                                  | Documentário                               | George Michael, Andrew Ridgeley | A história da dupla pop inglesa Wham! |
| Where is the Lie?                                                            | Quark Henares                                             | Filipinas                                                    | Drama                                      | EJ Jallorina, Royce Cabrera, Maris Racal, Mina Cruz, Joshua Eliason, Chai Fonacier                                                  | [ 302 ] |
| Who I Am Not                                                                 | Tünde Skovrán                                             | Romênia                                                      | Documentário                               | Sharon-Rose Khumalo, Dimakatso Sebidi                                                                                               | Uma modelo trans e um ativista intersexo discutem suas histórias |
| Wij Zijn Beesten                                                             | Thijs Bouman                                              | Países Baixos                                                | Terror, Romance                            | Jef Hellemans, Thorn de Vries, Jetty Mathurin,Monk Dagelet, Emmanuel Ohene Boafo, Uriah Havertong                                   | Um vampiro aterroriza a vida noturna de Amsterdã para sobreviver, enquanto se apaixona por um jovem solitário                                                                                             |
| Wild Fire                                                                    | Jennifer Cooney                                           | EUA                                                          | Drama                                      | Siena D'Addario, Jillian Geurts, Madeleine Dee, Celeste Marcone, Sam Ball, Todd Licea                                               | Sete conhecidos passam uma noite ao redor da fogueira sendo completamente honestos sobre suas vidas |
| Without Air                                                                  | Katalin Moldovai                                          | Hungria                                                      | Drama                                      | Ágnes Krasznahorkai, Tünde Skovrán, Soma Sándor, Ágnes Lõrincz, Zsolt Bölönyi                                                       | Uma professora é investigada após recomendar aos seus alunos um filme com um beijo gay |
| Y'a une étoile                                                               | Julien Cadieux                                            | Canadá                                                       | Documentário                               | Samuel LeBlanc | Um jovem músico trans procura por comunidade na Acádia rural |
| You Can't Stay Here                                                          | Todd Verow                                                | EUA                                                          | Suspense                                   | Guillermo Diaz, Karina Arroyave, Marlene Forte, Vanessa Aspillaga, Michael Vaccaro, Becca Blackwell                                 | Na Nova York dos anos 90, um fotógrafo se aproxima de um assassino após testemunhar o crime deste |
| You're Not Supposed to Be Here                                               | Nicole L. Thompson                                        | EUA                                                          | Suspense                                   | Chrishell Stause, Diora Baird, Curtis Hamilton, Jade Harlow, Devon Gummersall, Drew Powell                                          | Um casal lésbico esperando seu primeiro filho decidem passar um tempo em um chalé na floresta, mas seus novos vizinhos não apreciam sua presença                                                          |
| You're OUT!                                                                  | Katharin Mraz                                             | EUA                                                          | Comédia                                    | Shannon Brown, Edward Kaihatsu, Suzette Brown, Kyle Patrick, Kenji Kaihatsu, Bill D. Russell                                        | Um ex-jogador de basebol projeta suas aspirações em seu filho gay e o leva em uma viagem pelo país para fazê-lo ser recrutado por um time de faculdade                                                    |
| Your Fat Friend                                                              | Jeanie Finlay                                             | Reino Unido                                                  | Documentário                               | Michael Hobbes, Aubrey Gordon | A jornada de Aubrey Gordon, de blogueira anônima até escritora best-seller |
| Yurt                                                                         | Nehir Tuna                                                | Turquia                                                      | Drama                                      | Doga Karakas, Can Bartu Aslan, Ozan Çelik, Tansu Biçer, Didem Ellialti, Orhan Güner                                                 | Em 1997, em meio a crescentes tensões entre turcos religiosos e não-religiosos, um adolescente é enviado a um dormitório islâmico para aprender valores muçulmanos                                        |
| Zero, la revista que sacó del armario a un país                              | Damián Ainstein                                           | Espanha                                                      | Documentário                               | Miguel Bosé, Alaska, Carla Antonelli, Anabel Alonso, Jesús Vázquez, Landher Iturbe                                                  | Os 25 anos da publicação LGBT espanhola Zero e o seu crucial papel na luta por direitos civis no país |